# Carlos V do Sacro Império Romano-Germânico
Carlos V (Gante, 24 de fevereiro de 1500 – Cuacos de Yuste, 21 de setembro de 1558) foi Sacro Imperador Romano e Arquiduque da Áustria a partir de 1519, Rei da Espanha como Carlos I a partir de 1516 e Senhor dos Países Baixos como Duque da Borgonha a partir de 1506. Como chefe da crescente Casa de Habsburgo durante a primeira metade do século XVI, seus domínios na Europa incluíam o Sacro Império Romano, estendendo-se da Alemanha ao norte da Itália, com domínio direto sobre as terras hereditárias austríacas e os Países Baixos da Borgonha, tendo também unificado a Espanha, com seus reinos do sul da Itália de Nápoles, Sicília e Sardenha. Além disso, em seu reinado ocorreu a intensificação e consolidação da Colonização espanhola da América. A união pessoal dos territórios europeu e americano de Carlos V foi a primeira coleção de reinos rotulados como "o império sobre o qual o sol nunca se põe".
Nascido na Flandres, foi o filho primogênito de Filipe, o Belo (filho de Maximiliano I, Sacro Imperador Romano e Maria da Borgonha), da Casa de Habsburgo, e de Joana de Castela (filha de Isabel I de Castela e Fernando II de Aragão), da Casa de Trastâmara. Carlos herdou todos os domínios de sua família ainda jovem, devido à morte prematura de seu pai e à doença mental de sua mãe. Após a morte de Filipe em 1506, ele herdou os países baixos da Borgonha, originalmente mantida por sua avó paterna, Maria. Em 1516, tornou-se monarca da Espanha com sua mãe Joana e, como tal, foi o primeiro rei da Espanha a herdar o país como dinamicamente unificado pelos monarcas católicos, seus avós maternos. As posses espanholas em sua ascensão ao trono também incluíam as Índias Ocidentais castelhanas e os reinos aragoneses de Nápoles, Sicília e Sardenha. Com a morte de seu avô paterno Maximiliano, em 1519, ele herdou a Áustria e foi eleito para sucedê-lo como Sacro Imperador Romano. Ele adotou o nome imperial de Carlos V como seu título principal e se denominou um novo Carlos Magno.
Carlos V revitalizou o conceito medieval da monarquia universal e passou a maior parte de sua vida defendendo a integridade do Sacro Império Romano desde a Reforma Protestante, a expansão do Império Otomano e uma série de guerras com a França. Sem capital fixa, ele fez 40 viagens, viajando de país para país, e estima-se que ele tenha passado um quarto de seu reinado na estrada. As guerras imperiais foram travadas por Lansquenete alemães, Terços espanhóis, cavaleiros da Borgonha e condottieri italianos. Carlos V tomou emprestado dinheiro de banqueiros alemães e italianos e, para pagar tais empréstimos, tendo contado com a economia protocapitalista dos Países Baixos e com os fluxos de metais preciosos da América do Sul para a Espanha, que eram a principal fonte de sua riqueza, mas também a causa da inflação generalizada. Ele ratificou a conquista espanhola dos impérios asteca e inca pelos conquistadores espanhóis Hernán Cortés e Francisco Pizarro, bem como o estabelecimento de Klein-Venedig pela família alemã Welser em busca do lendário El Dorado. Para consolidar o poder em seu reinado inicial, Carlos suprimiu duas insurreições espanholas (a Revolta dos Comuneiros e as Germanías) e duas rebeliões alemãs (Revolta dos Cavaleiros e Guerra dos Camponeses).
Rei coroado na Alemanha, Carlos ficou do lado do papa Leão X e declarou Martinho Lutero um fora da lei na Dieta dos Worms (1521). No mesmo ano, Francisco I de França, cercado pelas posses dos Habsburgo, iniciou um conflito na Lombardia que durou até a Batalha de Pavia (1525), levando à sua prisão temporária. O caso protestante ressurgiu em 1527, quando Roma foi saqueada por um exército dos rebeldes soldados de Carlos, em grande parte da fé luterana. Depois que suas forças deixaram os Estados papais, Carlos V defendeu Viena do Império Otomano e obteve a coroação como rei na Itália pelo papa Clemente VII. Em 1535, ele anexou o ducado vago de Milão e capturou Tunes. No entanto, a perda de Buda durante a luta pela Hungria e a expedição de Argel, no início da década de 1540, frustraram as suas políticas anti-otomanas. Enquanto isso, Carlos V havia chegado a um acordo com o papa Paulo III para a organização do Conselho de Trento (1545). A recusa da Liga de Esmalcalda luterana em reconhecer a validade do Conselho levou a uma guerra vencida por Carlos V com a prisão dos príncipes protestantes. No entanto, Henrique II de França ofereceu novo apoio à causa luterana e fortaleceu uma estreita aliança com o sultão Solimão, o Magnífico, o governante do Império Otomano desde 1520.
Por fim, Carlos V concedeu a Paz de Augsburgo e abandonou seu projeto multinacional com uma série de abdicações em 1556, que dividiu seus domínios hereditários e imperiais entre os Habsburgos espanhóis chefiados por seu filho Filipe II de Espanha e os Habsburgos austríacos chefiados por seu irmão Fernando, que era arquiduque da Áustria em nome de Carlos desde 1521 e sucessor designado como imperador desde 1531. O Ducado de Milão e os Países Baixos dos Habsburgo foram deixados em união pessoal com o rei da Espanha, mas permaneceram parte do Sacro Império Romano. As duas dinastias Habsburgo permaneceram aliadas até a extinção da linha espanhola. Em 1557, Carlos retirou-se para o Mosteiro de Yuste, na Extremadura, e morreu um ano depois.

## Herança e primeiros anos

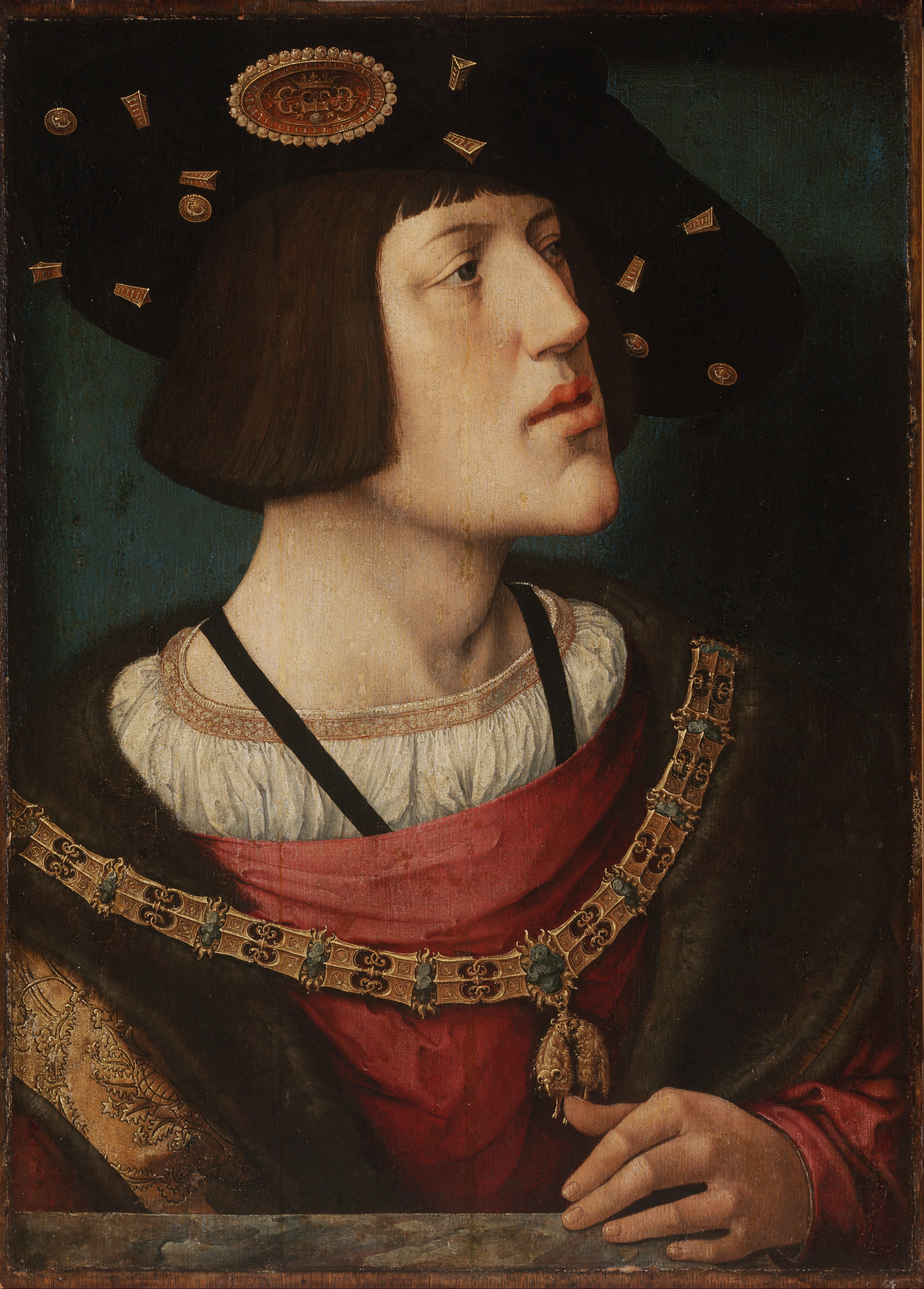
Retrato de Bernard van Orley, 1519, com as insígnias da Ordem do Tosão de Ouro em destaque

Carlos nasceu em 24 de fevereiro de 1500 na cidade flamenga de Gante, parte dos Países Baixos Habsburgos no Sacro Império Romano. Ele era o filho mais velho de Filipe, o Belo da Casa Austríaca de Habsburgo (filho de Maximiliano I da Áustria e Maria da Borgonha) e Joana, a Louca da Casa Espanhola de Trastámara (filha de Fernando de Aragão e Isabel de Castela). O casamento de seus pais foi concebido durante a Primeira Guerra Italiana no contexto de uma aliança política, conhecida como Liga Sagrada ou Liga de Veneza, estabelecida contra a Casa de Valois com o objetivo de cercar o Reino da França, formando um anel de poderes hostis ao seu redor. Os acidentes dinásticos acabaram por trazer a pessoa de Carlos de Gante, como era conhecido em seu nascimento, as quatro heranças da Borgonha, Castela, Aragão e Áustria.
A herança da Borgonha incluía os Países Baixos dos Habsburgo, que consistiam em um grande número de senhorios que formaram os Países Baixos e cobriam a Bélgica, a Holanda e o Luxemburgo modernos. A herança expluía a Borgonha propriamente dita, anexada pela França em 1477, com exceção de Franco-Condado. Carlos nasceu nos Países Baixos e seu nome foi escolhido em homenagem ao seu ancestral Carlos, o Temerário da Borgonha. Com a morte de Filipe, em 1506, Carlos foi reconhecido Senhor dos Países Baixos com o título de Carlos II da Borgonha. Durante a infância e adolescência de Carlos, Guillermo de Croÿ (mais tarde primeiro-ministro) e Adriano de Utrecht (mais tarde papa Adriano VI) serviram como seus tutores. A cultura e a vida cortesania dos Países Baixos desempenharam um papel importante no desenvolvimento das crenças de Carlos. Como membro da Ordem Borgonhesa do Tosão de Ouro em sua infância, e mais tarde seu grande mestre, Carlos foi educado com os ideais dos cavaleiros medievais e com o desejo da unidade cristã de combater os infiéis. Os Países Baixos eram muito ricos durante seu reinado, tanto econômica quanto culturalmente. Carlos era muito apegado à sua terra natal e passou grande parte de sua vida em Bruxelas.
A herança espanhola, resultante de uma união dinástica das coroas de Castela e Aragão, incluía a Espanha, as Índias Ocidentais castelhanas e as Duas Sicílias aragoneses. Joana herdou esses territórios em 1516 em uma condição de doença mental. Carlos, portanto, reivindicou as coroas para si próprio jure matris, tornando-se assim monarca de Joana com o título de Carlos I de Castela e Aragão ou Carlos I da Espanha. Castela e Aragão juntos formaram as maiores posses pessoais de Carlos e também forneceram um grande número de generais e terços (a formidável infantaria espanhola da época). No entanto, em sua ascensão ao trono, ele foi visto como um príncipe estrangeiro. Duas rebeliões, a revolta dos germânicos e a revolta dos comuneros, contestaram o governo de Carlos na década de 1520. Após essas revoltas, Carlos colocou os conselheiros espanhóis em uma posição de poder e passou uma parte considerável de sua vida em Castela, incluindo seus últimos anos em um mosteiro. De fato, o lema de Carlos, Plus Ultra (Mais além), tornou-se o lema nacional da Espanha e seu herdeiro, mais tarde Filipe II, nasceu e cresceu em Castela. No entanto, muitos espanhóis acreditavam que seus recursos (em grande parte constituídos por fluxos de prata das Américas) estavam sendo usados para sustentar as políticas de Imperiais Habsburgo que não eram do interesse do país.

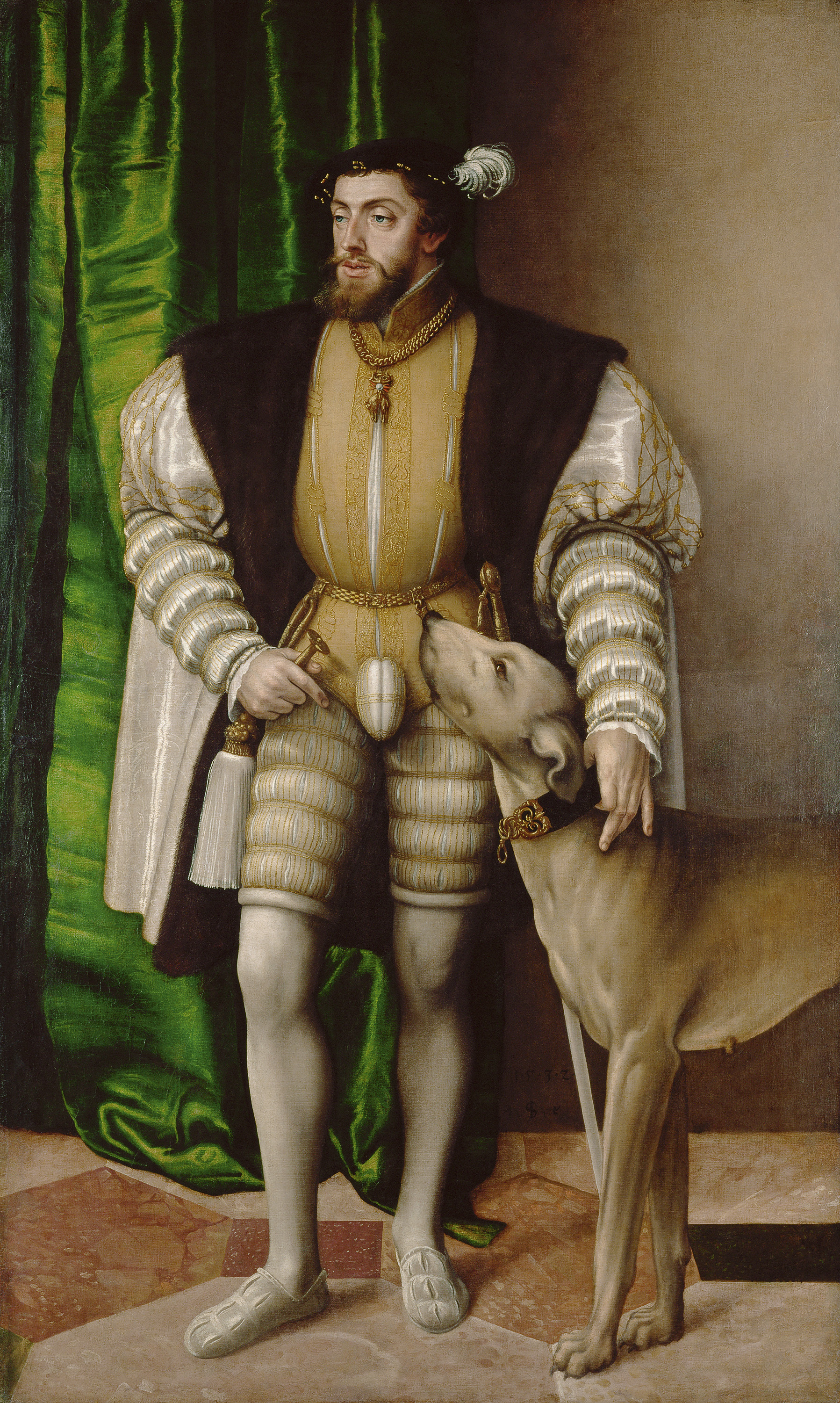
Retrato de Jakob Seisenegger, 1533

Carlos herdou as terras hereditárias austríacas em 1519, como Carlos I da Áustria, e obteve a eleição como Sacro Imperador Romano, contra a candidatura do rei francês. Desde a eleição imperial, ele era conhecido como imperador Carlos V, mesmo fora da Alemanha, e o lema A.E.I.O.U. da Casa da Áustria adquiriu significado político. Apesar de ter sido eleito príncipe alemão, o firme catolicismo de Carlos, em contraste com o crescimento do luteranismo, o alienou de vários príncipes alemães que finalmente lutaram contra ele. A presença de Carlos na Alemanha era frequentemente marcada pela organização de dietas imperiais para manter a unidade religiosa. Ele esteve frequentemente no norte da Itália, participando frequentemente de negociações complicadas com os papas para enfrentar a ascensão do protestantismo. É importante notar, no entanto, que os católicos alemães apoiaram o imperador. Carlos tinha um relacionamento próximo com importantes famílias alemãs, como a Casa de Nassau, muitas das quais estavam representadas em sua corte em Bruxelas. Vários príncipes ou nobres alemães o acompanharam em suas campanhas militares contra a França ou os otomanos, e a maior parte de seu exército era geralmente composta por tropas alemãs, especialmente o Lansquenete Imperial.
Carlos também era conhecido por ser um poliglota de excelência. Ele era fluente em francês e neerlandês, suas línguas nativas. Mais tarde, ele acrescentou um castelhano aceitável, que ele aprendeu pelas Cortes Gerais castelhanas. Ele também podia falar um pouco de basco, adquirido pela influência dos secretários bascos servindo na corte real. Ele ganhou um comando decente do alemão após a eleição imperial, embora nunca o falasse tão bem quanto o francês. Uma frase às vezes atribuída a Carlos é: "Falo espanhol/latim (dependendo da fonte) para Deus, italiano para mulheres, francês para homens e alemão para meu cavalo". Uma variante da citação é atribuída a ele por Swift em suas Viagens de Gulliver, em 1726, mas não há relatos contemporâneos que façam referência à citação (que tem muitas outras variantes) e, em vez disso, é frequentemente atribuída a Frederico, o Grande.
Dado o vasto domínio da Casa de Habsburgo, Carlos estava frequentemente na estrada e precisava de deputados para governar seus reinos nos tempos em que esteve ausente de seus territórios. Seu primeiro governador da Holanda foi Margarida da Áustria (sucedida por Maria da Hungria e Emanuel Filisberto, duque de Saboia). Seu primeiro regente da Espanha foi Adriano de Utrecht (sucedido por Isabel de Portugal e Filipe II de Espanha). Para a regência e o governo das terras hereditárias austríacas, Carlos nomeou seu irmão Fernando Arquiduque nas terras austríacas sob sua autoridade na Dieta de Worms (1521). Carlos também concordou em favorecer a eleição de Fernando como rei dos romanos na Alemanha, que ocorreu em 1531. Portanto, é em virtude do acordo de Worms que Fernando se tornou o Sacro Imperador Romano e obteve direitos hereditários sobre a Áustria na abdicação de Carlos em 1556.
Carlos V fez dez viagens aos Países Baixos, nove às terras de língua alemã, sete à Espanha, sete aos estados italianos, quatro à França, duas à Inglaterra e duas ao norte da África. Durante todas as suas viagens, Carlos V deixou uma trilha de documentário em quase todos os lugares por onde passou, permitindo aos historiadores supor que ele passou mais de 10 000 dias nos Países Baixos, 6 500 dias na Espanha, mais de 3 000 dias em territórios de língua alemã e quase 1 000 dias na península italiana. Ele passou ainda 195 dias na França, 99 no norte da África e 44 dias na Inglaterra. Por apenas 260 dias, sua localização exata não é registrada, sendo todos os dias passados no mar viajando entre seus domínios. Como ele colocou em seu último discurso público "minha vida tem sido uma longa jornada".

## Reinado

### Borgonha e os Países Baixos

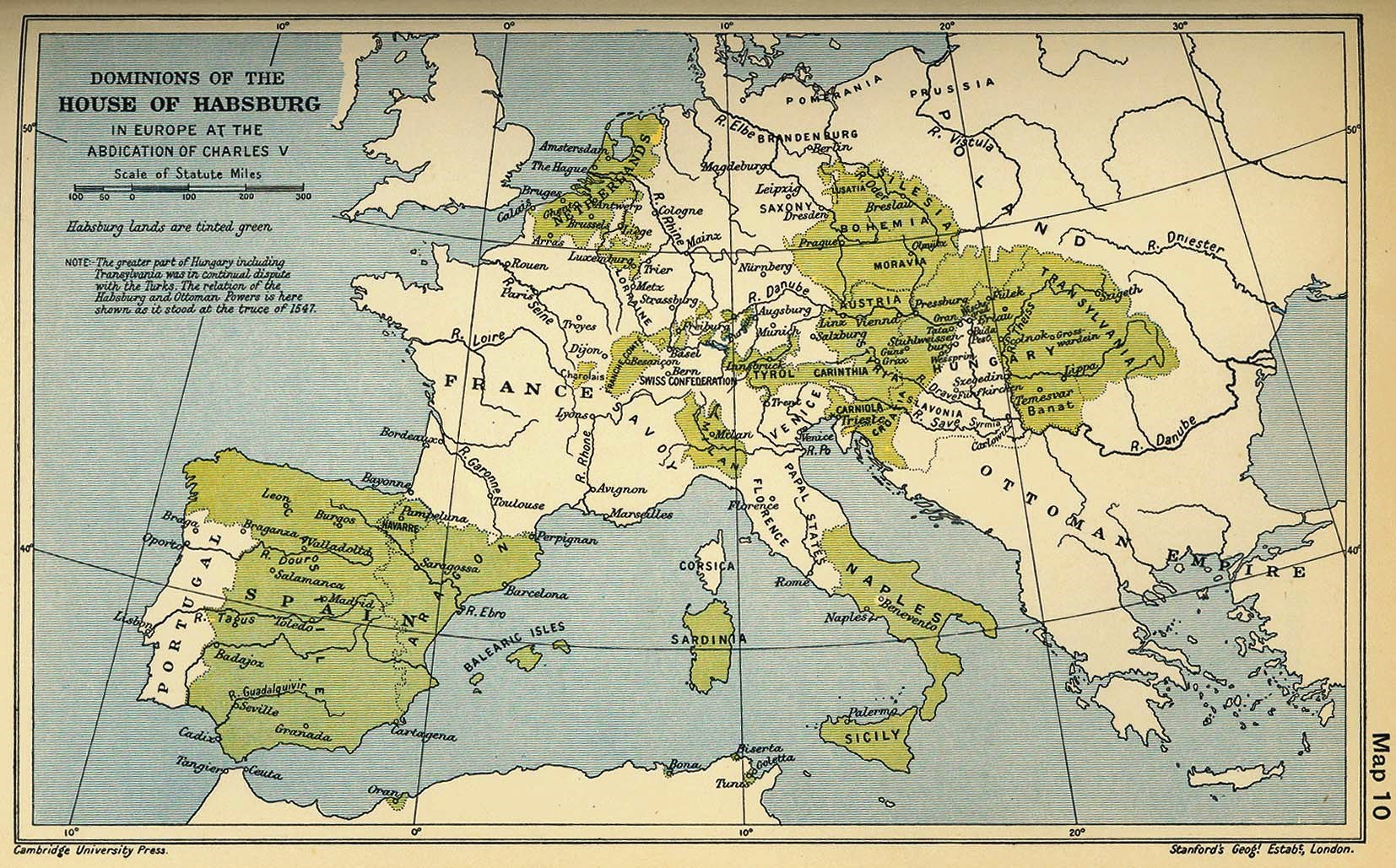
Domínios dos Habsburgos na época da abdicação de Carlos V

Em 1506, Carlos herdou os territórios da Borgonha de seu pai, que incluíam o Franco-Condado e, principalmente, os Países Baixos. Esses últimos territórios estavam no interior do Sacro Império Romano e em suas fronteiras, mas foram formalmente divididos entre feudos do reino alemão e franceses, como o local de nascimento de Carlos na Flandres, um último remanescente do que havia sido um poderoso ator na Guerra dos Cem Anos. Como menor de idade, sua tia Margarida da Áustria (nascida como arquiduquesa de Áustria e em ambos os casamentos como princesa viúva das Astúrias e duquesa viúva de Saboia) atuou como regente, conforme indicado pelo imperador Maximiliano até 1515. Ela logo se viu em guerra com a França por causa da exigência por parte do rei Francês para que Carlos fosse lhe prestar homenagem por Flandres, como seu pai havia feito. O resultado foi que a França abandonou sua reivindicação antiga sobre a Flandres em 1528.
De 1515 a 1523, o governo de Carlos na Holanda também teve que enfrentar a rebelião dos camponeses frísios (liderados por Pier Gerlofs Donia e Wijard Jelckama). Os rebeldes foram inicialmente bem-sucedidos, mas após uma série de derrotas, os líderes restantes foram capturados e decapitados em 1523.

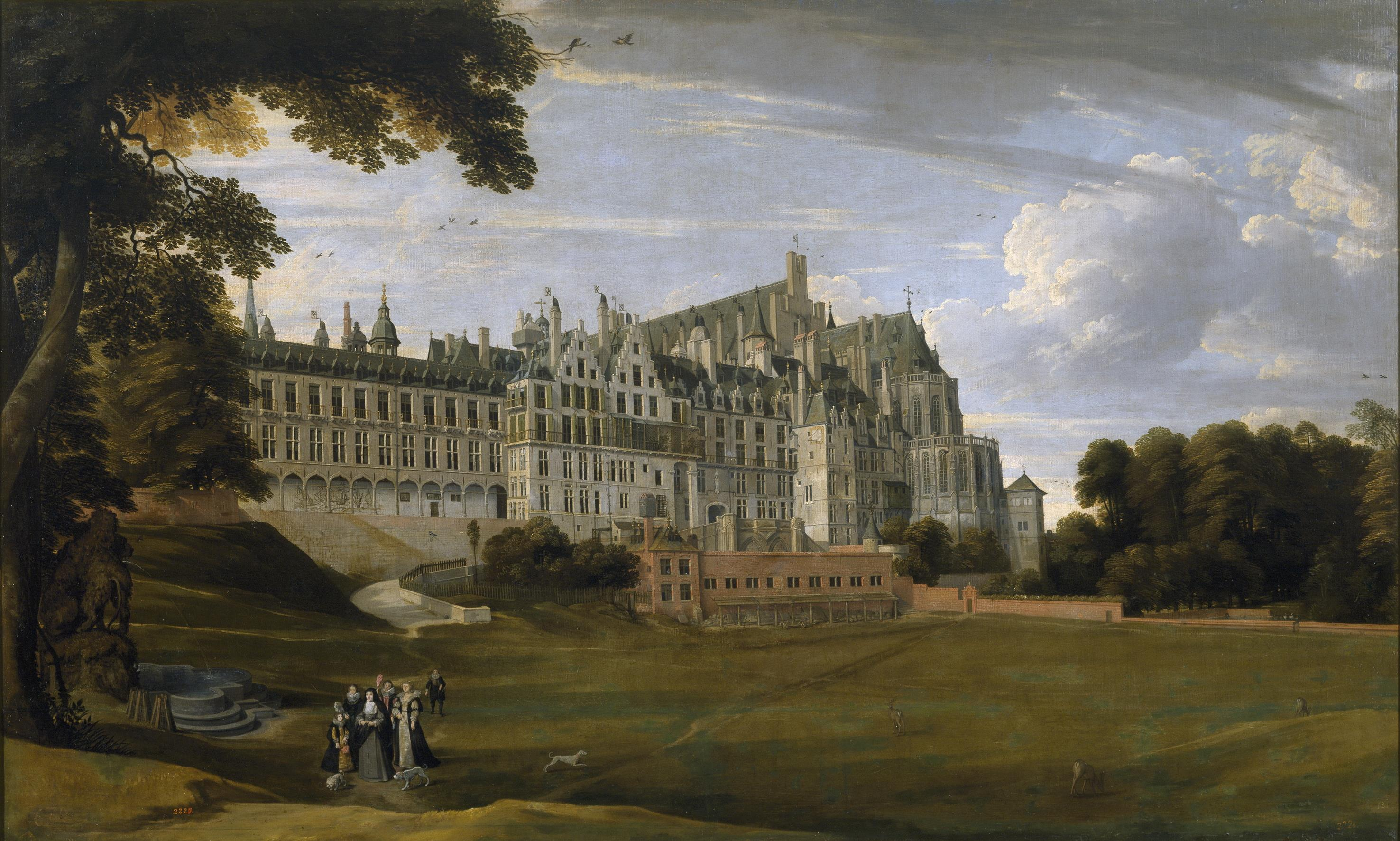
O Palácio de Coudenberg em uma pintura do século XVII. Bruxelas serviu como a principal receita da corte imperial de Carlos V nos Países Baixos.

Carlos estendeu o território da Borgonha com a anexação de Tournai, Artésia, Utreque, Groningen e Guelders. As dezessete províncias haviam sido unificadas pelos ancestrais da Borgonha de Carlos, mas nominalmente eram feudos da França ou do Sacro Império Romano. Em 1549, Carlos emitiu uma Sanção Pragmática, declarando os Países Baixos como uma entidade unificada da qual sua família seria herdeira.
Os Países Baixos ocupavam um lugar importante no Império. Para Carlos V, pessoalmente, eles eram sua casa, a região onde ele nasceu e passou a infância. Por causa do comércio, da indústria e da riqueza das cidades da região, os Países Baixos também representavam uma renda importante para o tesouro imperial.
Os territórios da Borgonha eram geralmente leais a Carlos durante todo o seu reinado. A importante cidade de Ghent se rebelou em 1539 devido aos pesados pagamentos de impostos exigidos por Carlos. A rebelião não durou muito tempo, no entanto, como resposta militar de Charles, com reforço do Duque de Alba, foi rápida e humilhante para os rebeldes de Ghent.

### Rei da Espanha

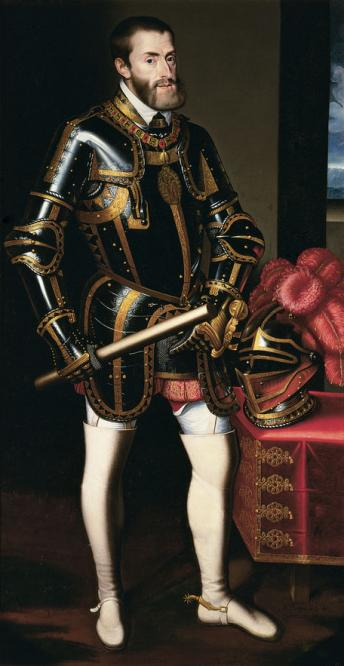
Carlos V com armadura, por Juan Pantoja de la Cruz (1605), cópia de Ticiano

Nas Cortes castelhanas de Valladolid, em 1506, e de Madri, em 1510, Carlos fez o juramento de príncipe das Astúrias, sendo o herdeiro aparente de sua mãe, a rainha Joana. Por outro lado, em 1502, as Cortes Aragoneses se reuniram em Saragoça e prestaram um juramento a Joana como herdeira presuntiva, mas o Arcebispo de Saragoça expressou firmemente que esse juramento não poderia estabelecer jurisprudência, ou seja, modificar o direito da sucessão, exceto em virtude de um acordo formal entre as Cortes e o Rei. Assim, após a morte do rei Fernando II de Aragão, em 23 de janeiro de 1516, Joana herdou a coroa de Aragão, que consistia em Aragão, Catalunha, Valência, Nápoles, Sicília e Sardenha, enquanto Carlos se tornou governador-geral. No entanto, os flamengos desejavam que Carlos assumisse o título real, e isso foi apoiado por seu avô, o imperador Maximiliano I e o papa Leão X.
Assim, após a celebrações do funeral de Fernando II em 14 de março de 1516, Carlos foi proclamado rei das coroas de Castela e Aragão em conjunto com sua mãe. Finalmente, quando o regente castelhano cardeal Jiménez de Cisneros aceitou o fato consumado, ele concordou com o desejo de Carlos de ser proclamado rei e impôs sua declaração em todo o reino. Carlos chegou a seus novos reinos no outono de 1517. Jiménez de Cisneros veio encontrá-lo, mas adoeceu ao longo do caminho, não sem suspeita de veneno, e morreu antes de encontrar o rei.
Devido à irregularidade de Carlos assumir o título real enquanto sua mãe, a rainha legítima, estava viva, as negociações com as Cortes castelhanas em Valladolid (1518) se mostraram difíceis. No final, Carlos foi aceito nas seguintes condições: aprenderia a falar castelhano; não indicaria estrangeiros; foi proibido de tomar metais preciosos de Castela; e respeitaria os direitos de sua mãe, a rainha Joana. As Cortes prestaram homenagem a ele em Valladolid em fevereiro de 1518. Depois disso, Carlos partiu para a coroa de Aragão. Ele conseguiu superar a resistência das Cortes Aragonesas e das Cortes Catalãs, e foi finalmente reconhecido como rei de Aragão e conde de Barcelona, juntamente com sua mãe. O reino de Navarra havia sido invadido por Fernando de Aragão em conjunto com Castela em 1512, mas ele jurou formalmente respeitar o reino. Na ascensão de Carlos aos tronos espanhóis, o Parlamento de Navarra (Cortes) exigiu que ele comparecesse à cerimônia de coroação (para se tornar Carlos IV de Navarra), mas essa demanda caiu em ouvidos surdos, e o Parlamento continuou acumulando queixas.
Carlos foi aceito como soberano, embora os espanhóis se sentissem desconfortáveis com o estilo imperial. Os reinos espanhóis variavam em suas tradições. Castela havia se tornado um reino autoritário e altamente centralizado, onde o próprio monarca superaria facilmente as instituições legislativas e judiciais. Por outro lado, na coroa de Aragão, e especialmente no reino dos Pirenéus de Navarra, prevaleceu a lei, e a monarquia era vista como um contrato com o povo. Isso se tornou um inconveniente e uma questão de disputa para Carlos V e reis posteriores, uma vez que as tradições específicas do reino limitavam seu poder absoluto. Com Carlos, o governo se tornou mais absoluto, embora até a morte de sua mãe em 1555, ele não ocupasse o reinado completo do país.

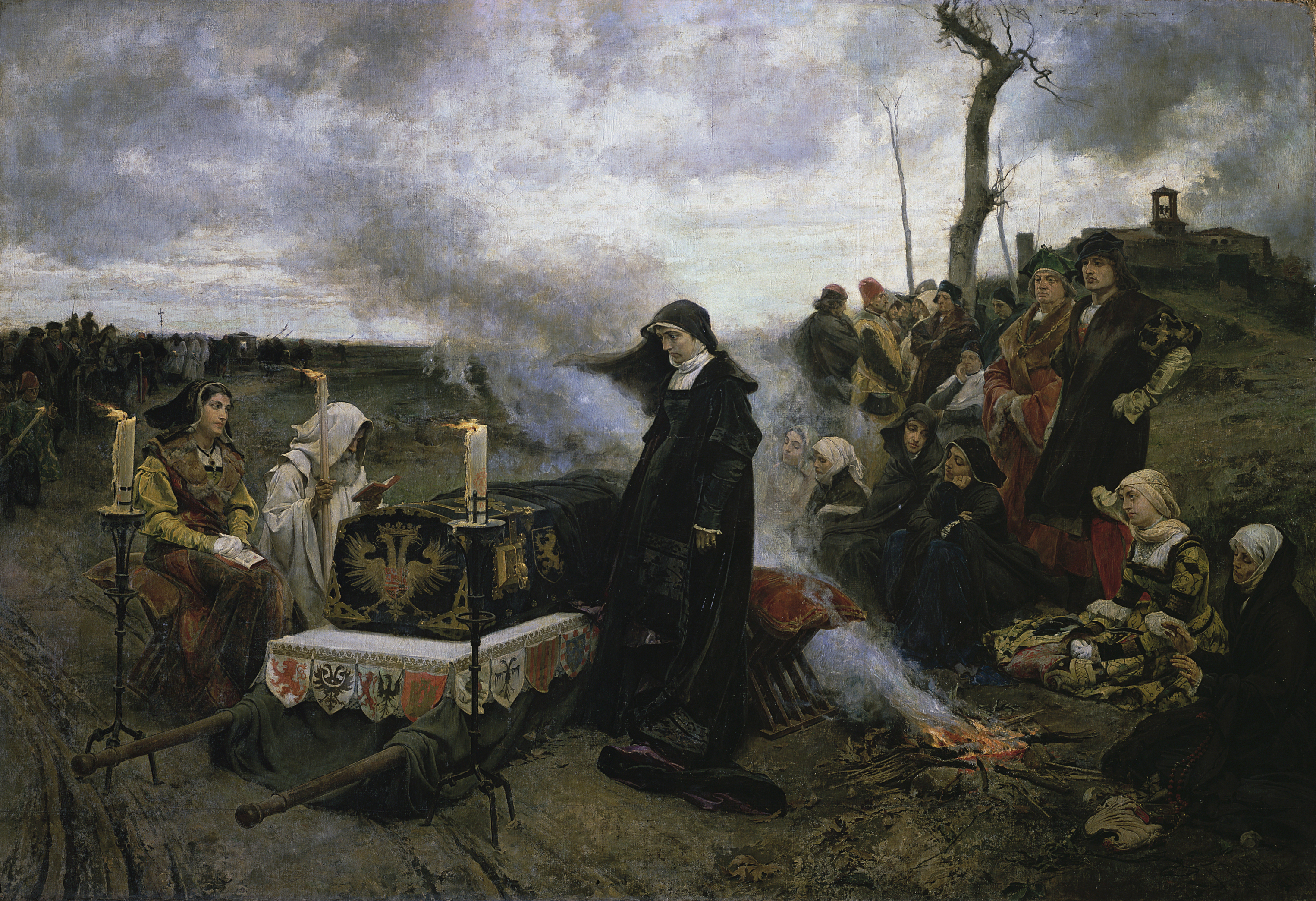
Dona Joana, a Louca por Francisco Pradilla Ortiz. Joana se tornou herdeira dos reinos de Castela e Aragão após a morte dos seus dois irmãos mais velhos, João e Isabel. Após a morte de seu infiel esposo, Filipe, o Belo, Joana não se separou do caixão do falecido. Apesar de sua suposta loucura ser questionada atualmente, Joana foi presa em Tordesilhas por seu pai, Fernando de Aragão em 1509 e mantida lá até sua morte em 1555.

Logo a resistência ao imperador surgiu por causa dos pesados impostos para apoiar guerras estrangeiras nas quais os castelhanos tinham pouco interesse e porque Carlos tendia a selecionar flamengos para altos cargos em Castela e América, ignorando os candidatos castelhanos. A resistência culminou na Revolta dos Comuneros, que Carlos suprimiu. Imediatamente após esmagar a revolta castelhana, Carlos foi novamente confrontado com a questão quente de Navarra quando o rei Henrique II tentou reconquistar o reino. As principais operações militares duraram até 1524, quando Hondarribia se rendeu às forças de Carlos, mas os frequentes confrontos transfronteiriços nos Pirenéus ocidentais só pararam em 1528 (Tratados de Madri e de Cambrai).
Após esses eventos, Navarra continuou sendo objeto de litígios nacionais e internacionais ainda por um século (uma reivindicação dinástica francesa ao trono não terminou até a Revolução de Julho de 1830). Carlos queria que seu filho e herdeiro Filipe se casasse com a herdeira de Navarra, Joana d'Albret. Joana foi forçada a se casar com Guilherme, duque de Julich-Cleves-Berg, mas esse casamento sem filhos foi anulado após quatro anos. Em seguida, casou-se com Antônio de Bourbon, e ela e o filho se opuseram a Filipe II nas guerras religiosas francesas.
Castela tornou-se integrado ao império de Carlos e forneceu a maior parte dos recursos financeiros do império, bem como unidades militares muito eficazes. O enorme déficit orçamentário acumulado durante o reinado de Carlos, juntamente com a inflação que afetou o reino, resultaram em declaração de falência durante o reinado de Filipe II.

#### Américas
Durante o reinado de Carlos, os territórios castelhanos nas Américas foram consideravelmente ampliados por conquistadores como Hernán Cortés e Francisco Pizarro. Eles conquistaram os grandes impérios astecas e incas e os incorporaram ao Império como vice-reis da Nova Espanha e do Peru entre 1519 e 1542. Combinados com a circunavegação do globo pela expedição de Magalhães em 1522, esses sucessos convenceram Carlos de sua missão divina a se tornar o líder da cristandade, que ainda percebia uma ameaça significativa do Islã. As conquistas também ajudaram a solidificar o governo de Carlos, fornecendo ao tesouro do estado enormes quantidades de ouro. Como observou o conquistador Bernal Díaz del Castillo: "Viemos servir a Deus e sua Majestade, para iluminar os que estavam nas trevas e também para adquirir a riqueza que a maioria dos homens cobiçam".
Em 28 de agosto de 1518, Carlos emitiu uma carta autorizando o transporte de escravos direto da África para as Américas. Até aquele momento (desde pelo menos 1510), os escravos africanos eram geralmente transportados para Castela ou Portugal e depois transbordados para o Caribe. A decisão de Carlos de deixar o comércio com a África e a América mais direto e economicamente viável mudou fundamentalmente a natureza e a escala do comércio transatlântico de escravos.
Em 1528, Carlos atribuiu uma concessão na província da Venezuela a Bartholomeus V. Welser, em compensação por sua incapacidade de pagar dívidas. A concessão, conhecida como Klein-Venedig (pequena Veneza), foi revogada em 1546. Em 1550, Carlos convocou uma conferência em Valladolid para considerar a moralidade da força usada contra as populações indígenas do Novo Mundo, que incluía figuras como Bartolomé de las Casas.
Carlos V é creditado com a primeira ideia de construir um canal americano de istmo do Panamá em 1520.

### Estados Italianos

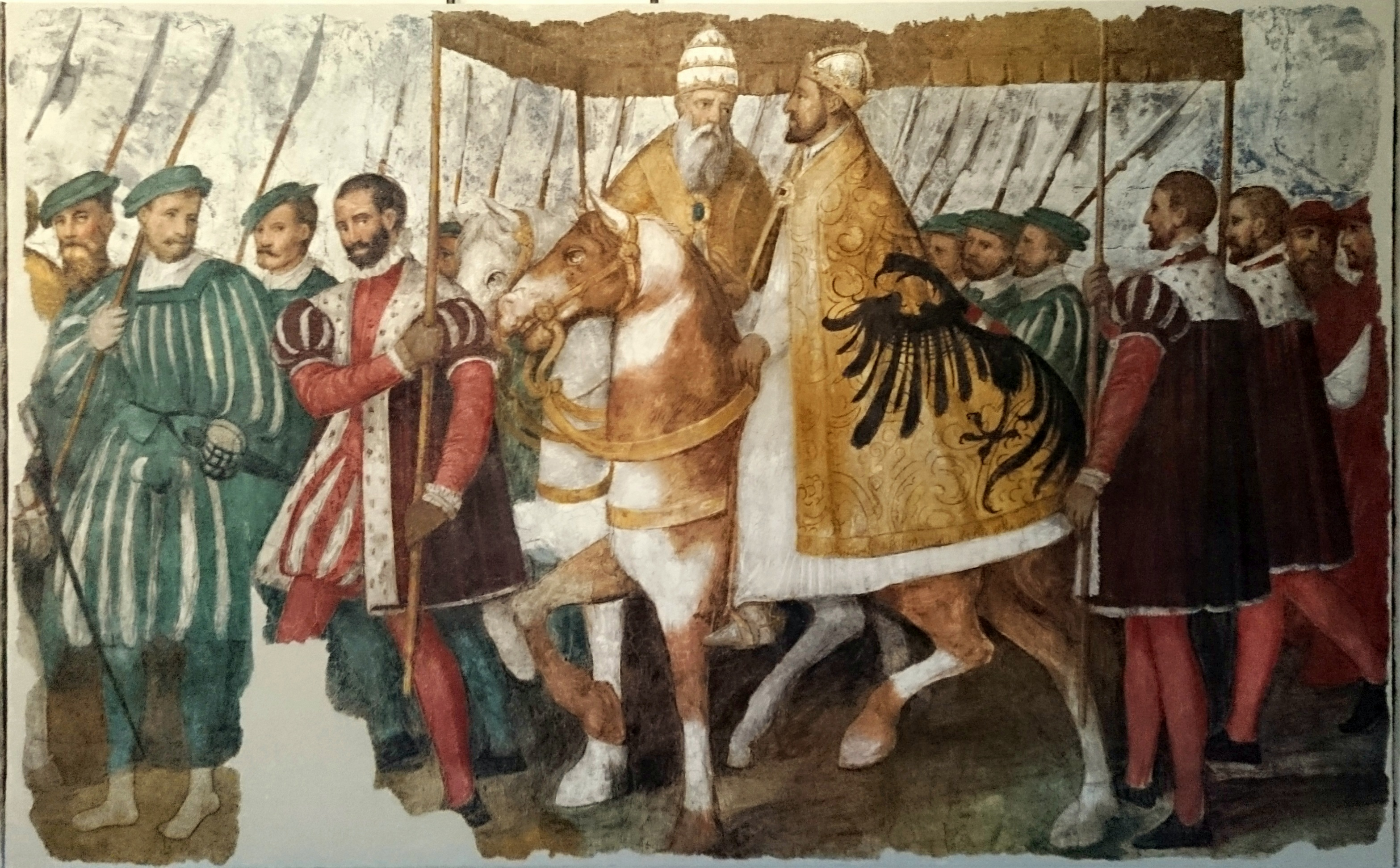
Papa Clemente VII e Imperador Carlos V a cavalo sob um dossel, por Jacopo Ligozzi, c. 1580. Descreve a entrada do papa e do imperador em Bolonha em 1530, quando o último foi coroado como Sacro Imperador Romano pelo primeiro.

A coroa de Aragão herdada por Carlos incluía o Reino de Nápoles, o Reino da Sicília e o Reino da Sardenha. Como Sacro Imperador Romano, Carlos era soberano em vários estados do norte da Itália e reivindicou a Coroa de Ferro (obtida em 1530). O Ducado de Milão, no entanto, estava sob controle francês. A França tirou Milão da Casa de Sforza após a vitória contra a Suíça na Batalha de Marignano, em 1515. As tropas imperial-papais conseguiram reinstalar o Sforza em Milão em 1521, no contexto de uma aliança entre Carlos V e o papa Leão X. Um exército franco-suíço foi finalmente expulso da Lombardia em Bicocca um ano depois. No entanto, em 1524, Francisco I da França retomou a iniciativa, cruzando a Lombardia, onde Milão, juntamente com várias outras cidades, caiu novamente em seu ataque. Pavia resistiu sozinha e, em 24 de fevereiro de 1525 (no vigésimo quinto aniversário de Carlos), as forças do Imperador lideradas por Carlos de Lannoy capturaram Francisco e esmagaram seu exército na Batalha de Pavia. Em 1535, Francesco II Sforza morreu sem herdeiros e Carlos V anexou o território como um estado imperial vago. Carlos manteve com sucesso todos os seus territórios italianos, embora eles tenham sido invadidos novamente em várias ocasiões durante as Guerras Italianas.
Além disso, o comércio dos Habsburgos no Mediterrâneo foi constantemente interrompido pelo Império Otomano. Em 1538, uma Liga Sagrada composta por todos os estados italianos e reinos espanhóis foi formada para expulsar os otomanos, mas foi derrotada na Batalha de Preveza. A vitória naval decisiva iludiu Carlos; sendo esta só alcançada após a morte de Carlos, na Batalha de Lepanto, em 1571.

### Sacro Império Romano
Após a morte de seu avô paterno, Maximiliano, em 1519, Carlos herdou a Monarquia dos Habsburgos. Ele também foi o candidato natural dos eleitores a suceder seu avô como Sacro Imperador Romano. Depois de pagar enormes propinas aos eleitores, ele derrotou as candidaturas de Frederico III da Saxônia, Francisco I de França e Henrique VIII de Inglaterra. Os eleitores deram a Carlos a coroa em 28 de junho de 1519. Em 26 de outubro de 1520, ele foi coroado na Alemanha e, dez anos depois, em 22 de fevereiro de 1530, ele foi coroado Sacro Imperador Romano pelo papa Clemente VII em Bolonha, tendo sido Carlos V o último imperador a receber uma coroação papal.
Apesar de ocupar o trono imperial, a autoridade real de Carlos foi limitada pelos príncipes alemães. Eles ganharam uma posição forte nos territórios do Império, e Carlos estava determinado a não deixar isso acontecer nos Países Baixos. Uma inquisição foi estabelecida já em 1522. Em 1550, a pena de morte foi introduzida para todos os casos de heresia impenitente. A dissidência política também foi firmemente controlada, principalmente em seu local de nascimento, onde Carlos, assistido pelo duque de Alba, suprimiu pessoalmente a Revolta de Ghent em meados de fevereiro de 1540.
Carlos abdicou como imperador em 1556 em favor de seu irmão Fernando; no entanto, devido a um longo debate e procedimentos burocráticos, a Dieta Imperial não aceitou a abdicação (e, portanto, a torna legalmente válida) até 24 de fevereiro de 1558. Até essa data, Carlos continuou a usar o título de imperador.

#### Conflitos com a França

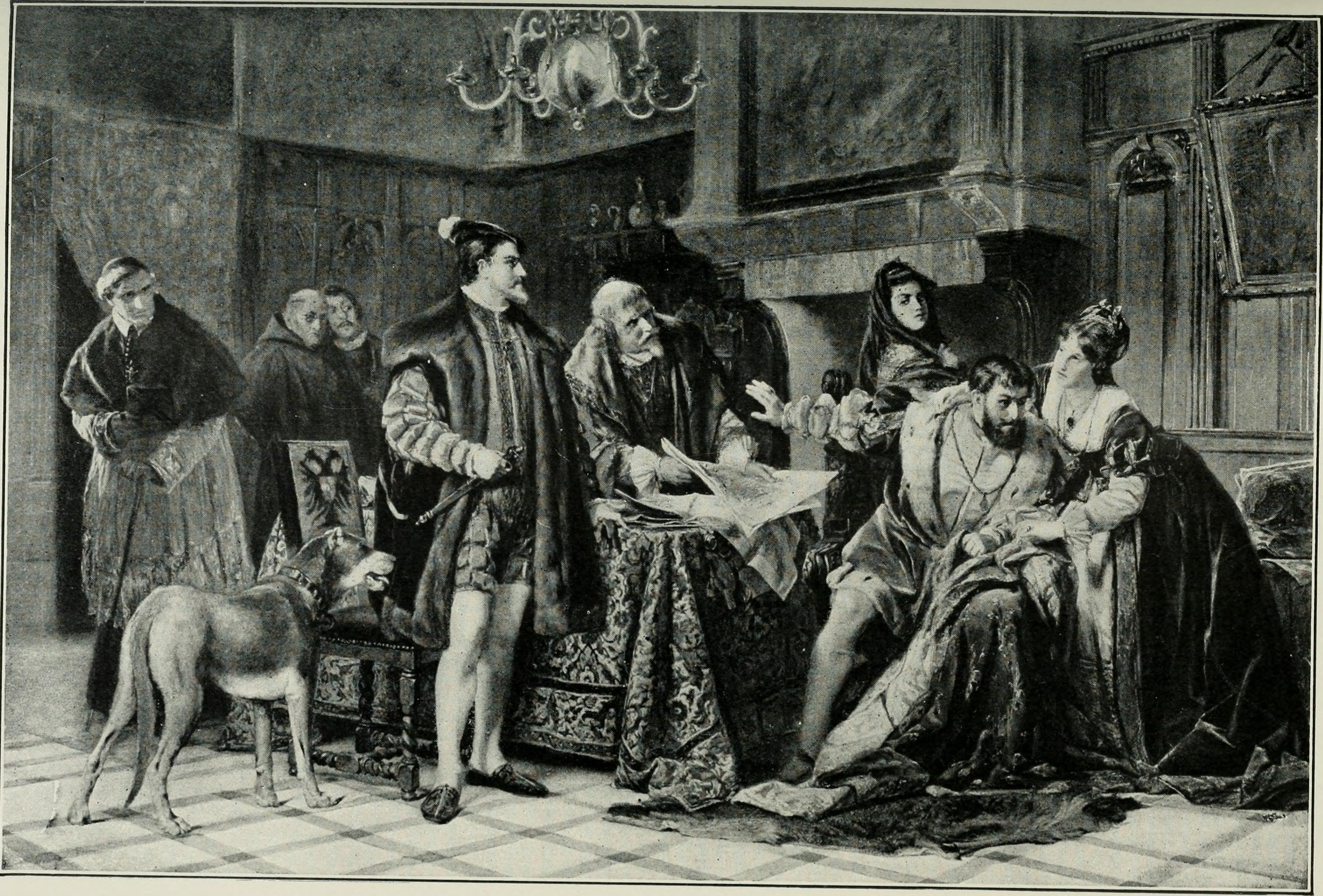
O emprisionado Francisco I da França assinando o tratado com Carlos V após sua captura na batalha de Pavia

Grande parte do reinado de Carlos foi marcado por conflitos com a França, que se viu cercada pelo império de Carlos enquanto mantinha ambições na Itália. Em 1520, Carlos visitou a Inglaterra, onde sua tia, Catarina de Aragão, exortou seu marido, Henrique VIII, a se aliar ao imperador. Em 1508, Carlos foi nomeado por Henrique VIII para a Ordem da Jarreteira.
A primeira guerra com o grande inimigo de Carlos, Francisco I de França, começou em 1521. Tendo Carlos aliado-se à Inglaterra e ao papa Leão X contra os franceses e os venezianos, e obteve grande sucesso, expulsando os franceses de Milão além de derrotar e capturar Francisco na Batalha de Pavia, em 1525. Para ganhar sua liberdade, Francisco cedeu a Borgonha a Carlos no Tratado de Madri, além de renunciar ao seu apoio à reivindicação de Henrique II sobre Navarra.
Quando ele foi libertado, no entanto, Francisco solicitou que o Parlamento de Paris denunciasse o tratado por ter sido assinado sob coação. A França ingressou na Liga de Cognac que o papa Clemente VII havia formado com Henrique VIII da Inglaterra, os venezianos, os florentinos e os milaneses para resistir ao domínio imperial da Itália. Na guerra que se seguiu, os exércitos de Carlos realizaram o Saque de Roma (1527) tendo capturado o papa Clemente VII em 1527, o que o impediu de anular o casamento de Henrique VIII da Inglaterra com tia de Carlos, Catarina de Aragão, então Henrique acabou rompendo com Roma, levando assim a reforma inglesa. Em outros aspectos, a guerra foi inconclusiva. No Tratado de Cambrai (1529), chamado de "paz das senhoras" porque foi negociado entre a tia de Carlos e a mãe de Francisco, tendo Francisco renunciou a suas reivindicações na Itália, mas manteve o controle da Borgonha.
Uma terceira guerra eclodiu em 1536. Após a morte do último duque Sforza de Milão, Carlos instalou seu filho Filipe no ducado, apesar das alegações de Francis. Essa guerra também foi inconclusiva. Francisco não conseguiu conquistar Milão, mas conseguiu conquistar a maioria das terras do aliado de Carlos, o duque de Savoie, incluindo sua capital, Turim. Uma trégua em Nice, em 1538, com base em uti possidetis, terminou a guerra, mas durou apenas um curto período de tempo. A guerra recomeçou em 1542, com Francis agora aliado ao sultão otomano Solimão I e Carlos mais uma vez aliado a Henrique VIII. Apesar da conquista de Nice por uma frota franco-otomana, os franceses não podiam avançar em direção a Milão, enquanto uma invasão anglo-imperial conjunta do norte da França, liderada pelo próprio Carlos, obteve alguns sucessos, mas acabou sendo abandonada, levando a outra paz e restauração do status quo ante bellum em 1544.
Uma guerra final eclodiu com o filho e sucessor de Francisco, Henrique II, em 1551. Henrique obteve sucesso inicial em Lorena, onde capturou Metz, mas as ofensivas francesas na Itália falharam. Carlos abdicou no meio desse conflito, deixando uma nova condução da guerra para seu filho, Filipe, e seu irmão, Fernando I, Sacro Imperador Romano.

#### Reforma Protestante

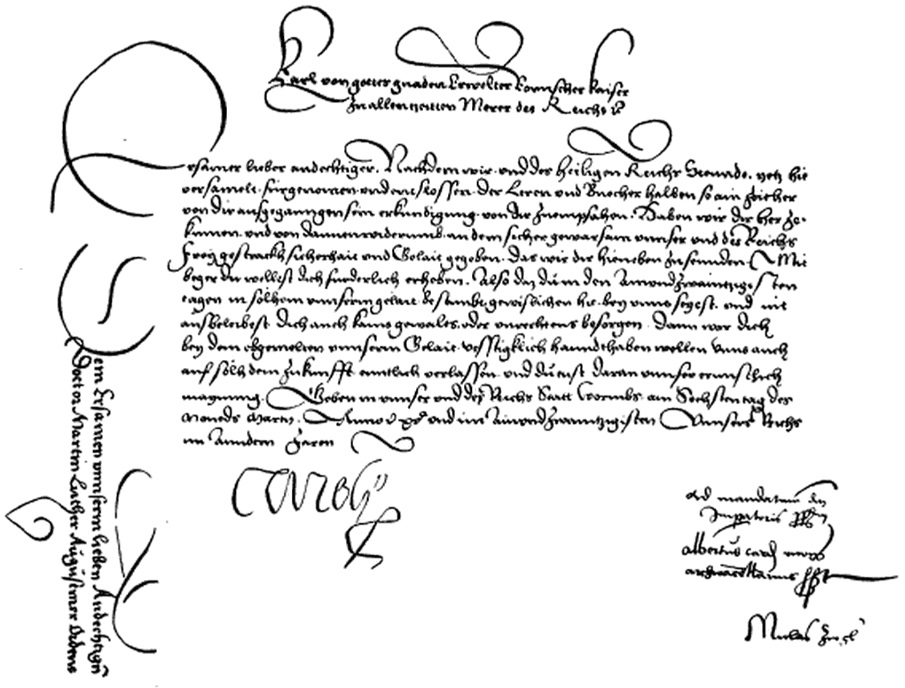
Convocação para Lutero aparecer na Dieta de Worms, assinada por Carlos V. O texto à esquerda estava no verso.

A questão da Reforma Protestante foi trazida à atenção imperial sob Carlos V. Como Sacro Imperador Romano, Carlos chamou Martinho Lutero para a Dieta de Worms em 1521, prometendo-lhe uma conduta segura se ele aparecesse. Depois que Lutero defendeu As Noventa e Cinco Teses e seus escritos, o imperador comentou: "esse monge nunca me fará um herege". Carlos V confiou na unidade religiosa para governar seus vários reinos, unificados apenas em sua pessoa, e percebeu os ensinamentos de Lutero como uma forma disruptiva de heresia. Ele proibiu Lutero e emitiu o Edito de Worms, declarando:

Você sabe que sou descendente dos imperadores mais cristãos do grande povo alemão, dos reis católicos da Espanha, dos arquiduques da Áustria e dos duques da Borgonha. Todos eles, por toda a vida, foram filhos fiéis da Igreja Romana […] Depois de suas mortes, eles deixaram, pela lei e herança naturais, esses sagrados ritos católicos, para que pudéssemos viver e morrer, seguindo o exemplo deles. E assim, até agora, tenho vivido como um verdadeiro seguidor desses nossos ancestrais. Portanto, estou decidido a manter tudo o que esses meus antepassados estabeleceram até o presente.
No entanto, Carlos V manteve sua palavra e deixou Martinho Lutero livre para deixar a cidade. Frederico, o Sábio, eleitor da Saxônia e protetor de Lutero, lamentou o resultado da Dieta. Na estrada de volta de Worms, Lutero foi sequestrado pelos homens de Frederico e escondido em um castelo distante em Wartburg. Lá, ele começou a trabalhar em sua tradução alemã da Bíblia. A disseminação do luteranismo levou a duas grandes revoltas: a dos cavaleiros em 1522–1523 e a dos pesantes liderados por Thomas Muntzer em 1524 a 1525. Enquanto a Liga da Suábia pró-Imperial, em conjunto com os príncipes protestantes com medo de revoltas sociais, restaurou a ordem, Carlos V usou o instrumento do perdão para manter a paz.
Posteriormente, Carlos V adotou uma abordagem tolerante e seguiu uma política de reconciliação com os luteranos. Na Dieta de Augsburgo, em 1530, Philip Melanchthon, assistente de Lutero, foi ainda mais longe e apresentou a Carlos V a confissão luterana de Augsburgo. O imperador a rejeitou fortemente, e em 1531 a Liga Esmalcalda foi formada por príncipes protestantes. Em 1532, Carlos V reconheceu a Liga e suspendeu efetivamente o Édito de Worms com a paralisação de Nuremberga. A paralisação exigiu que os protestantes continuassem a participar das guerras imperiais contra os turcos e os franceses e adiou os assuntos religiosos até que um concílio ecumênico da Igreja Católica fosse chamado pelo papa para resolver o problema.
Devido a atrasos papais na organização de um conselho geral, Carlos V decidiu organizar uma cúpula alemã e presidiu as conversas de Regensburg entre católicos e luteranos em 1541, mas nenhum compromisso foi alcançado. Em 1545, o Concílio de Trento foi finalmente aberto e a Contra-Reforma começou. A iniciativa católica foi apoiada por vários príncipes do Sacro Império Romano. No entanto, a Liga Esmalcalda recusou-se a reconhecer a validade do conselho e dos territórios ocupados dos príncipes católicos. Assim, Carlos V proibiu a Liga e abriu hostilidades contra ela em 1546 (o ano da morte de Lutero). No ano seguinte, suas forças expulsaram as tropas da Liga do sul da Alemanha e derrotaram João Frederico, eleitor da Saxônia e Filipe de Hesse na batalha de Mühlberg, capturando ambos. No ínterim de Augsburgo, em 1548, ele criou uma solução que concedia certos subsídios aos protestantes até que o Conselho de Trento restaurasse a unidade. No entanto, membros de ambos os lados se ressentiram do Interino e alguns se opuseram ativamente.
O Conselho foi reaberto em 1550 com a participação dos luteranos, e Carlos V estabeleceu a corte imperial em Innsbruck, na Áustria, suficientemente perto de Trento para que ele seguisse a evolução dos debates. Em 1552, os príncipes protestantes, em aliança com Henrique II da França, se rebelaram novamente e a segunda Guerra da Liga Esmalcalda começou. Maurício da Saxônia, instrumental para a vitória imperial no primeiro conflito, mudou de lado para a causa protestante e contornou o exército imperial marchando diretamente para Innsbruck com o objetivo de capturar o imperador. Carlos V foi forçado a fugir da cidade durante um ataque de gota e mal conseguiu sobreviver a Villach em um estado de semiconsciência carregado em uma Liteira. Depois de não recapturar Metz dos franceses, Carlos V retornou aos Países Baixos nos últimos anos de seu reinado. Em 1555, ele instruiu seu irmão Fernando a assinar a Paz de Augsburgo em seu nome. Os acordos levaram à divisão religiosa da Alemanha entre os princípios católicos e protestantes.

#### Conflitos com o Império Otomano

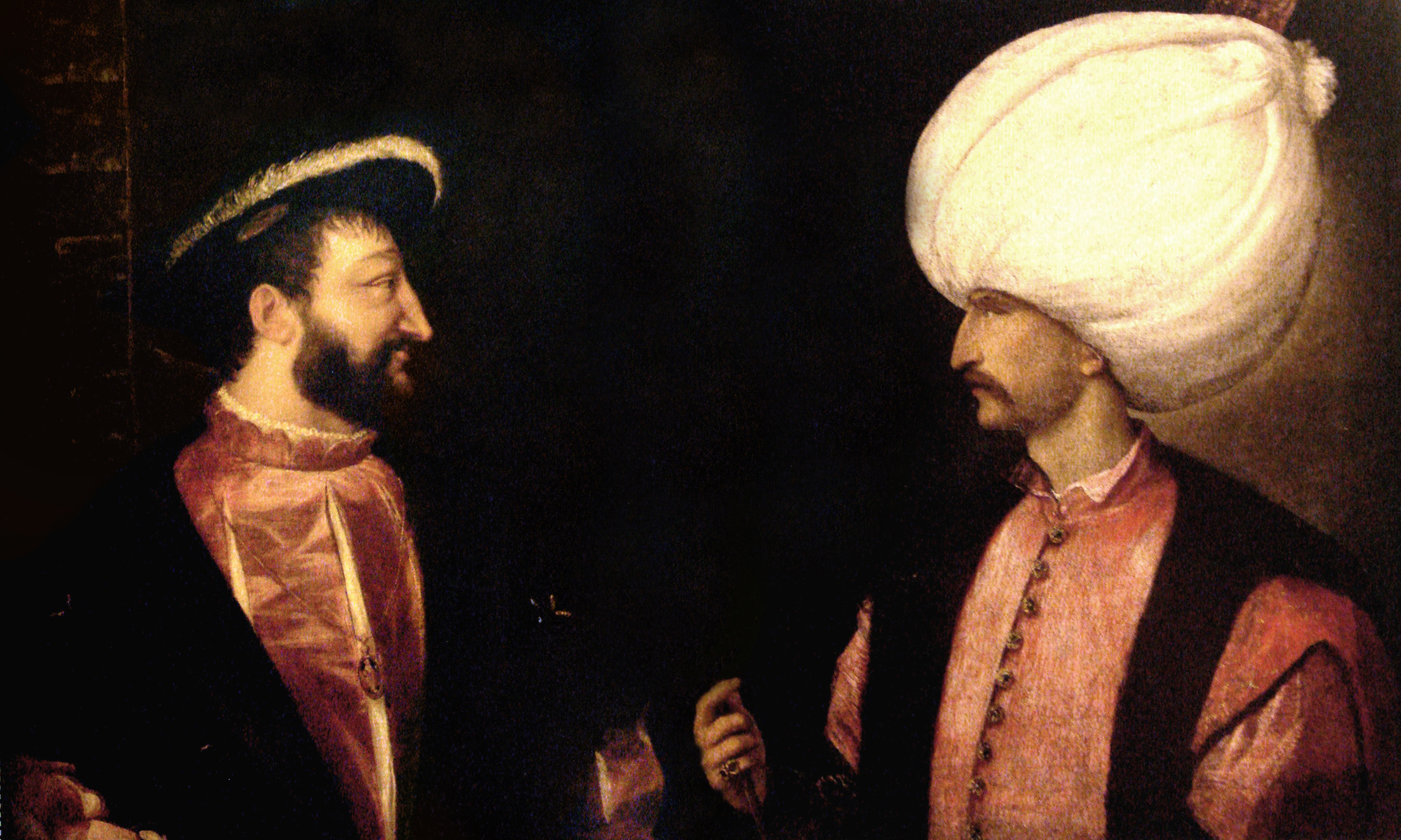
(esquerda) e Solimão, o Magnífico (direita), composto de duas pinturas separadas por Ticiano, por volta de 1530. Essa aliança foi considerada um escândalo na época, principalmente por que Francisco I era o rei de um dos estados mais poderosos da cristandade.

Carlos lutou continuamente com o Império Otomano e seu sultão, Solimão, o Magnífico. A derrota da Hungria na batalha de Mohács em 1526 "enviou uma onda de terror sobre a Europa". O avanço muçulmano na Europa Central foi interrompido no cerco de Viena em 1529, seguido por um contra-ataque de Carlos V através do rio Danúbio. No entanto, em 1541, o centro e o sul da Hungria estavam sob controle turco.
Solimão venceu a disputa pelo domínio do Mediterrâneo, apesar de vitórias cristãs como a conquista de Tunes em 1535. A frota otomana regular passou a dominar o Mediterrâneo Oriental após suas vitórias em Preveza em 1538 e Djerba em 1560 (logo após a morte de Carlos), que dizimaram severamente o braço marinho espanhol. Ao mesmo tempo, os corsários da Barbária muçulmana, agindo sob a autoridade geral e a supervisão do sultão, devastavam regularmente as costas espanhola e italiana, prejudicando o comércio espanhol e lascando as fundações do poder dos Habsburgos.
Em 1536, Francisco I de França aliou-se a Solimão contra Carlos. Enquanto Francisco foi persuadido a assinar um tratado de paz em 1538, ele novamente se aliou aos otomanos em 1542 em uma aliança franco-otomana. Em 1543, Carlos aliou-se a Henrique VIII e forçou Francisco a assinar a trégua de Crépy-en-Laonnois. Mais tarde, em 1547, Carlos assinou um tratado humilhante com os otomanos para obter alguma trégua com as enormes despesas de sua guerra.
Carlos V enviou uma embaixada ao Império Safávida para abrir uma segunda frente contra os otomanos, na tentativa de criar uma aliança Habsburgo-Persa. Os contatos foram positivos, mas dificultados por enormes distâncias. Com efeito, no entanto, os Safávidas entraram em conflito com o Império Otomano na Guerra Otomano-Safávida, forçando os otomanos a dividir seus recursos militares.

## Casamento

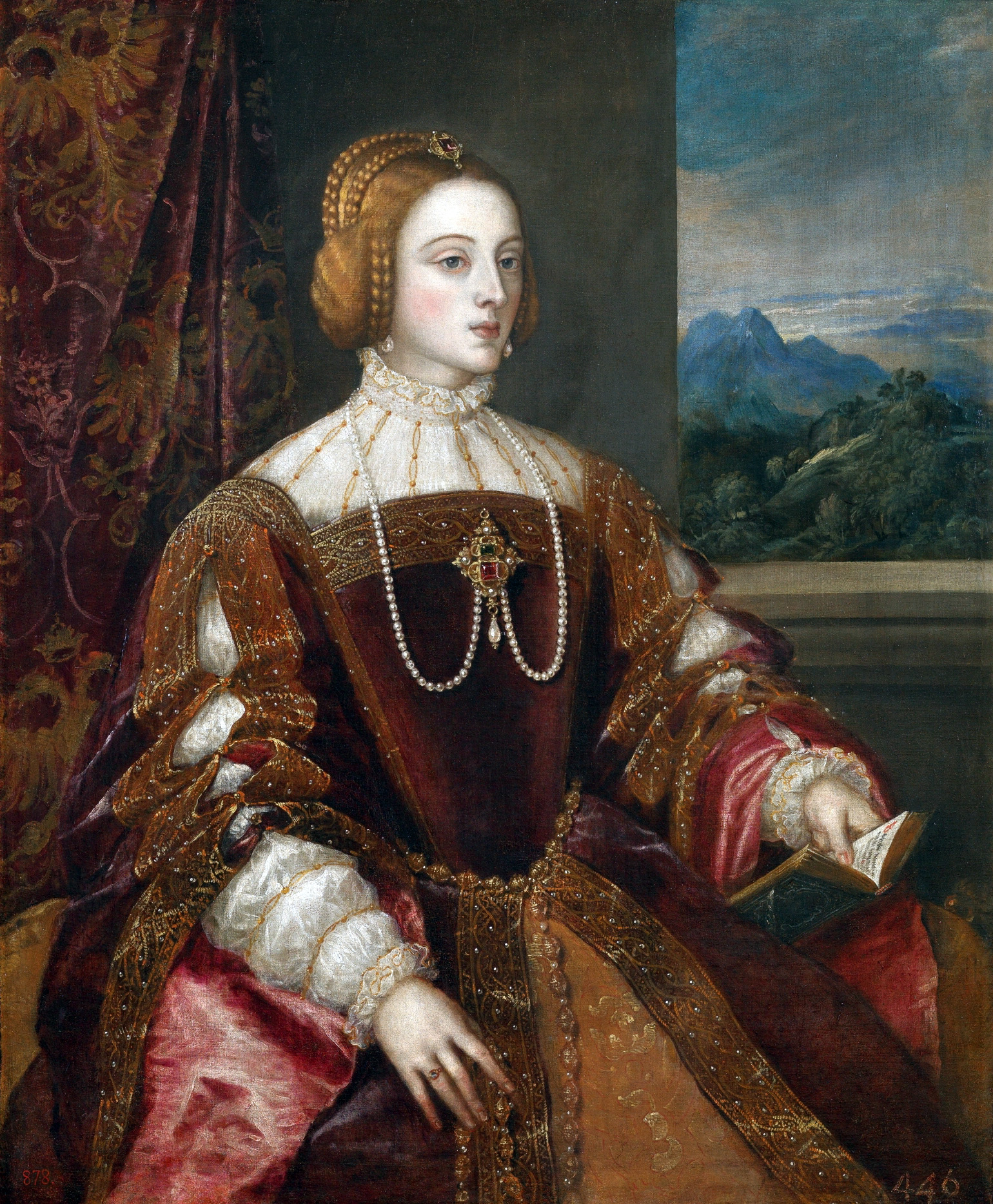
Isabel de Portugal, esposa de Carlos. Retrato por Ticiano, 1548

Durante sua vida, Carlos V teve várias amantes, entre elas a última esposa de seu avô, Germana de Foix. Essas ligações ocorreram enquanto era solteiro e apenas uma vez durante sua viuvez; não há registros de ter tido casos extraconjugais durante o casamento.
Em 21 de dezembro de 1507, Carlos foi prometido a Maria, de 11 anos, filha do rei Henrique VII da Inglaterra e irmã mais nova do futuro rei Henrique VIII da Inglaterra, que assumiria o trono em dois anos. No entanto, o noivado foi cancelado em 1513, a conselho de Thomas Wolsey, e Maria foi casada com o rei Luís XII da França em 1514.
Após sua ascensão ao trono espanhol, as negociações para o casamento de Carlos começaram logo após sua chegada a Castela, com os nobres castelhanos expressando seus desejos para que ele se casasse com sua prima em primeiro grau Isabel de Portugal, filha do rei Manuel I de Portugal e tia de Carlos, Maria de Aragão. Os nobres desejavam o casamento de Carlos com uma princesa de sangue castelhano, e um casamento com Isabel teria assegurado uma aliança entre Castela e Portugal. No entanto, o rei de 18 anos não teve pressa em se casar e ignorou o conselho dos nobres. Em vez de se casar com Isabel, ele enviou sua irmã Eleanor para se casar com o pai viúvo de Isabel, rei Manuel, em 1518. Em 1521, a conselho de seus conselheiros flamengos, especialmente Guilhermo de Croÿ, Carlos ficou noivo de sua outra prima, Maria, filha de sua tia, Catarina de Aragão, e do rei Henrique VIII, a fim de garantir uma aliança com a Inglaterra. No entanto, esse noivado era muito problemático porque Maria tinha apenas 6 anos na época, o que significava que ele teria que esperar que ela tivesse idade suficiente para se casar.
Em 1525, Carlos não estava mais interessado em uma aliança com a Inglaterra e não podia esperar mais para ter filhos e herdeiros legítimos. Após sua vitória na Batalha de Pavia, ele abandonou a ideia de uma aliança inglesa, cancelou seu noivado com Mary e decidiu se casar com Isabel e formar uma aliança com Portugal. Ele escreveu para o irmão de Isabel, rei João III de Portugal, fazendo um contrato de casamento duplo — Carlos se casaria com Isabel e João se casaria com a irmã mais nova de Carlos, Catarina. Um casamento com Isabel foi mais benéfico para Carlos, pois ela era mais próxima dele em idade, era fluente em espanhol e forneceu a ele um dote de 900 000 cruzados portugueses ou dobras castelhanas que ajudariam a resolver os problemas financeiros causados pela Guerras italianas.
Em 10 de março de 1526, Carlos e Isabel se encontraram no Palácio Alcázar, em Sevilha. O casamento era originalmente um arranjo político, mas no primeiro encontro, o casal se apaixonou profundamente: Isabel cativou o imperador com sua beleza e charme. Eles se casaram naquela mesma noite em uma cerimônia tranquila no Salão dos Embaixadores, logo após a meia-noite. Após o casamento, Charles e Isabel passaram uma lua de mel longa e feliz no Alhambra, em Granada. Carlos iniciou a construção do Palácio de Carlos V em 1527, desejando estabelecer uma residência permanente condizente com um imperador e uma imperatriz nos palácios de Alhambra. No entanto, o palácio não foi concluído durante a vida e permaneceu sem teto até o final do século XX.

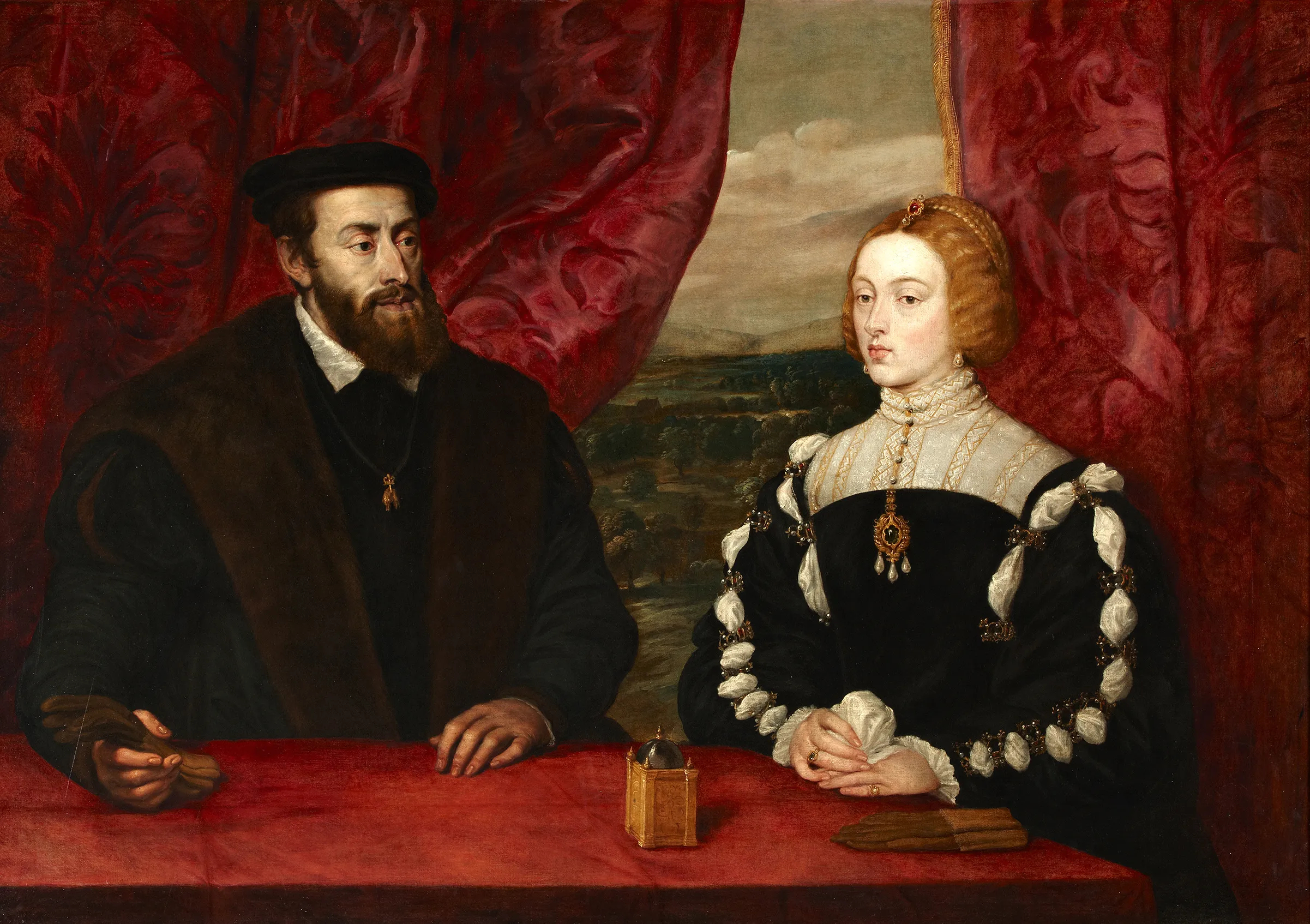
O Imperador Carlos V e Imperatriz Isabel, por Peter Paul Rubens, século XVII

Apesar das longas ausências do imperador por questões políticas no exterior, o casamento foi feliz, pois os dois parceiros sempre foram devotados e fiéis um ao outro. A imperatriz agiu como regente da Espanha durante as ausências do marido, e ela provou ser uma boa política e governante, impressionando completamente o imperador com muitas de suas realizações e decisões políticas.
O casamento durou treze anos, até a morte de Isabel em 1539. A imperatriz contraiu febre durante o terceiro mês de sua sétima gravidez, o que resultou em complicações pré-natais que a levaram a abortar um filho natimorto. Sua saúde piorou devido a uma infecção e ela morreu duas semanas depois, em 1 de maio de 1539, com 35 anos. Carlos ficou tão triste pela morte de sua esposa que por dois meses ele se trancou em um mosteiro, onde orou e lamentou por ela em solidão. Ele nunca se recuperou da morte de Isabel, vestindo-se de preto pelo resto da vida para mostrar seu eterno luto e, ao contrário da maioria dos reis da época, ele nunca se casou novamente. Em memória de sua esposa, o imperador encarregou o pintor Ticiano de pintar vários retratos póstumos de Isabel; os retratos acabados incluíam o Retrato da Imperatriz Isabel de Portugal e La Gloria, de Ticiano. Carlos manteve essas pinturas com ele sempre que ele viajava, e elas estavam entre as que ele trouxe com ele após sua aposentadoria no mosteiro de Yuste, em 1557.
Em 1540, Carlos prestou homenagem à memória de Isabel quando contratou o compositor flamengo Thomas Crecquillon para compor novas músicas como um memorial para ela. Crecquillon compôs sua Missa 'Mort m'a privé em memória da Imperatriz. Expressa a tristeza do imperador e o grande desejo de uma reunião celestial com sua amada esposa.

## Abdicação e morte

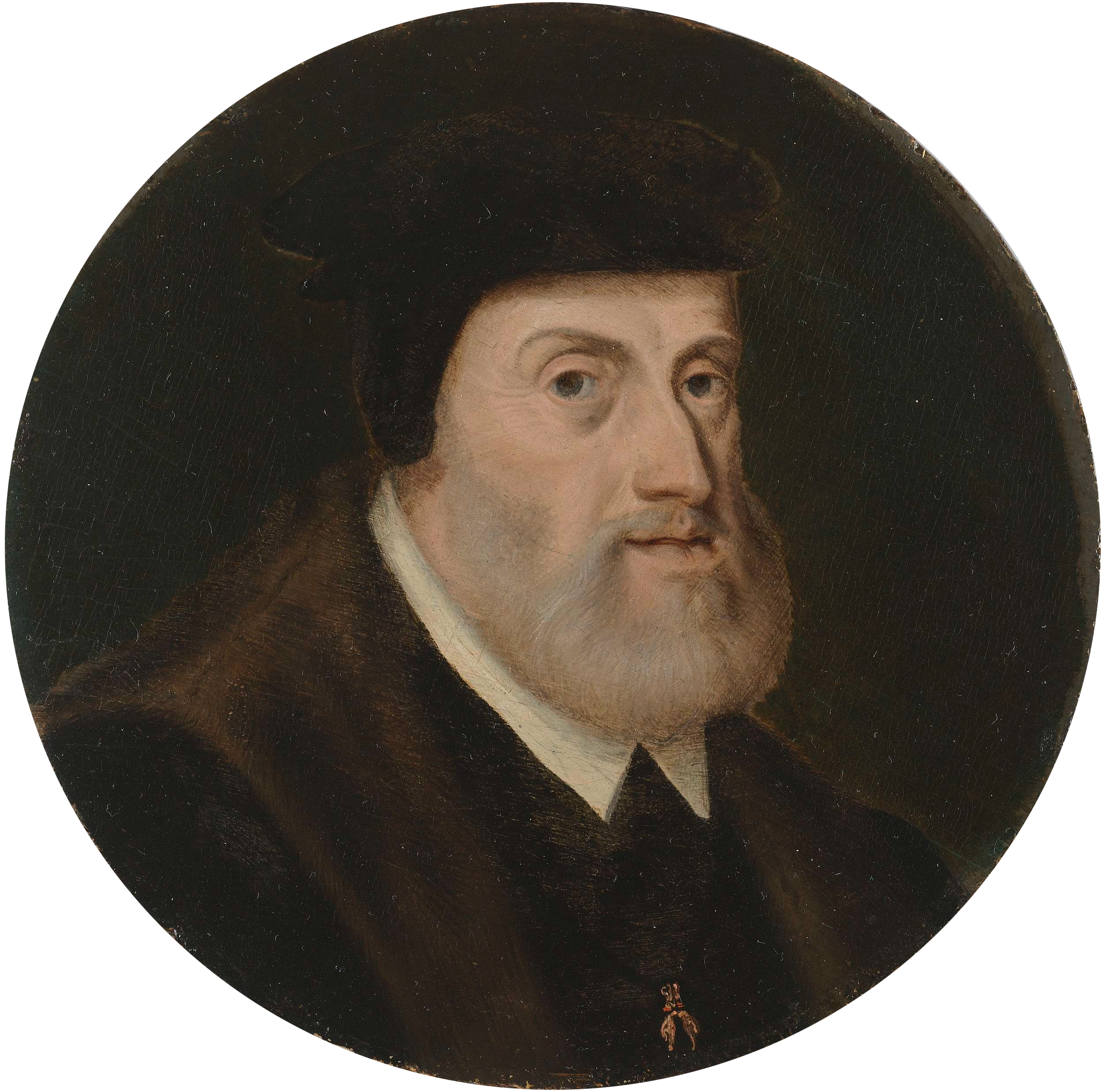
Retrato do imperador Carlos V
Anônimo no Rijksmuseum

Entre 1554 e 1556, Carlos V dividiu gradualmente o império dos Habsburgo entre uma linha espanhola e um ramo alemão-austríaco. Suas abdicações ocorreram no Palácio de Coudenberg e, portanto, são conhecidas como "abdicações de Bruxelas" (Abdankung von Brüssel em alemão e Abdicación de Bruselas em espanhol). Primeiro, ele abdicou dos tronos da Sicília e Nápoles, ambos feudos do papado, e do Ducado Imperial de Milão, em favor de seu filho Filipe em 25 de julho de 1554. Filipe já havia sido secretamente administrado Milão em 1540 e novamente em 1546, mas somente em 1554 o imperador tornou público. Após a abdicação de Nápoles e da Sicília, Filipe foi investido pelo papa Júlio III com o reino de Nápoles em 2 de outubro e com o reino da Sicília em 18 de novembro.
A abdicação mais famosa — e apenas pública — ocorreu um ano depois, em 25 de outubro de 1555, quando Carlos anunciou aos Estados Gerais da Holanda, reunidos no grande salão do palácio onde ele emancipou exatamente quarenta anos antes, sua abdicação em favor de seu filho nesses territórios e sua intenção de renunciar a todas as suas possessões e se retirar para um mosteiro. Foi nessa ocasião que Carlos V pronunciou seu discurso de abdicação:
Quando eu tinha dezenove anos, com a morte do imperador, comprometi-me a ser candidato à coroa imperial, não para aumentar minhas posses, mas para me engajar mais vigorosamente em trabalhar pelo bem-estar da Alemanha e de meus outros reinos e na esperança de trazer a paz entre os povos cristãos e unindo suas forças de combate para a defesa da fé católica contra os otomanos. É por isso que eu tive que fazer muitas viagens árduas, tive que travar muitas guerras árduas […] mas nunca intencionalmente, e sempre contra a minha vontade como pessoa atacada […] Eu tinha grandes esperanças — apenas algumas foram cumpridas, e apenas alguns me restam: e à custa de que esforço! Acabou me deixando cansado e enjoado […] Sofri toda a confusão o mais longe possível até hoje, para que ninguém pudesse dizer que me tornei um fugitivo. Mas agora seria irresponsável adiar mais a demissão. Não pense que quero escapar de quaisquer problemas e perigos: minha força simplesmente não é suficiente […] Quanto a mim: sei que cometi muitos erros, grandes erros, primeiro por causa da minha juventude, depois por causa de erro humano e porque das minhas paixões e, finalmente, por causa do cansaço. Mas deliberadamente não fiz mal a ninguém, quem quer que fosse. Se a injustiça tivesse surgido, aconteceu sem o meu conhecimento e apenas por incapacidade: lamento-a publicamente e peço perdão a todos que eu possa ter ofendido.
Ele concluiu o discurso mencionando suas viagens: dez aos Países Baixos, nove à Alemanha, sete à Espanha, sete à Itália, quatro à França, dois à Inglaterra e duas ao norte da África. Suas últimas palavras públicas foram: Minha vida foi uma longa jornada. Sem alarde, em 1556, ele finalizou suas abdicações. Em 16 de janeiro de 1556, ele entregou a Espanha e o Império Espanhol nas Américas a Filipe. Em 3 de agosto de 1556, ele abdicou como Sacro Imperador Romano em favor de seu irmão Fernando, eleito rei dos romanos em 1531. A sucessão foi reconhecida pelos príncipes-eleitores reunidos em Frankfurt apenas em 1558 e pelo papa apenas em 1559. A abdicação imperial também marcou o início do regime jurídico e suo jure de Fernando nas possessões austríacas, que ele governava em nome de Charles desde 1521 a 1522 e estava ligado à Hungria e à Boêmia desde 1526.
Segundo os estudiosos, Carlos decidiu abdicar por várias razões: a divisão religiosa da Alemanha sancionada em 1555; o estado das finanças espanholas, falido com a inflação no final de seu reinado; o renascimento das guerras italianas com ataques de Henrique II da França; o avanço sem fim dos otomanos no Mediterrâneo e na Europa central; e sua saúde em declínio, em particular ataques de gota como o que o forçou a adiar uma tentativa de recapturar a cidade de Metz, onde mais tarde foi derrotado.

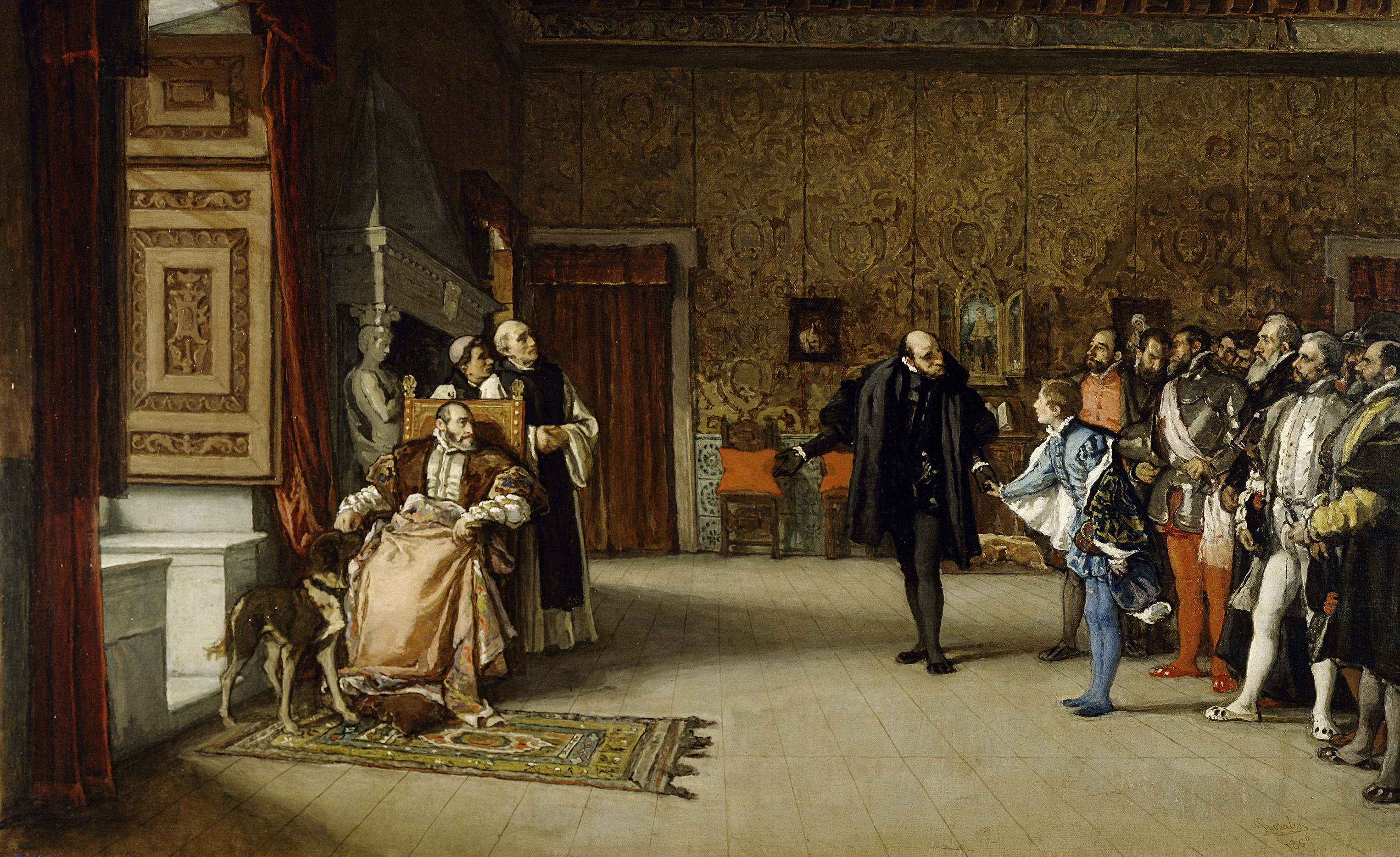
Apresentação de Dom João de Áustria ao imperador Carlos V, em Yuste, por Eduardo Rosales

Em setembro de 1556, Carlos deixou os Países Baixos e navegou para a Espanha acompanhado por Maria da Hungria e Eleanor da Áustria. Ele chegou ao mosteiro de Yuste da Extremadura em 1557. Ele continuou a se corresponder amplamente e manteve um interesse na situação do império, enquanto sofria de uma forte gota. Ele morava sozinho em um mosteiro isolado, cercado por pinturas de Ticiano e com relógios em todas as paredes, que alguns historiadores acreditam serem símbolos de seu reinado e sua falta de tempo. Em um ato destinado a "merecer o favor do céu", cerca de seis meses antes de sua morte, Carlos organizou seu próprio funeral, completo com mortalha e caixão, após o qual "levantou-se do caixão e retirou-se para seu apartamento, cheio desses sentimentos terríveis, que uma solenidade tão singular foi calculada para inspirar". Em agosto de 1558, Carlos ficou gravemente doente com o que mais tarde se revelou ser malária. Ele morreu nas primeiras horas da manhã de 21 de setembro de 1558, aos 58 anos, segurando na mão a cruz que sua esposa Isabel estava segurando quando ela morreu.
Carlos foi enterrado originalmente na capela do Mosteiro de Yuste, mas deixou um codicilo em sua última vontade e testamento pedindo o estabelecimento de uma nova fundação religiosa na qual ele seria enterrado novamente com Isabel. Após seu retorno à Espanha em 1559, seu filho Filipe assumiu a tarefa de realizar o desejo de seu pai quando fundou o Mosteiro do Escorial. Depois que a Cripta Real do Mosteiro foi concluída em 1574, os corpos de Carlos e Isabel foram realocados e re-enterrados em um pequeno cofre logo abaixo do altar da Capela Real, de acordo com os desejos de Carlos de serem enterrados "meio corpo sob a altar e meio corpo sob os pés do padre "lado a lado com Isabel. Eles permaneceram na Capela Real enquanto a famosa Basílica do Mosteiro e os túmulos reais ainda estavam em construção. Em 1654, depois que as tumbas da Basílica e da Real foram finalmente concluídas durante o reinado de seu bisneto Filipe IV, os restos mortais de Carlos e Isabel foram transferidos para o Panteão Real dos Reis, que fica diretamente abaixo da Basílica. De um lado da Basílica estão as efígies de bronze de Carlos e Isabel, com as efígies de sua filha Maria da Áustria e as irmãs de Carlos Eleanor da Áustria e Maria da Hungria por trás delas. Exatamente ao lado deles, no lado oposto da Basílica, estão as efígies de seu filho Filipe, com três de suas esposas e seu infeliz neto Carlos, príncipe das Astúrias.

## Avaliação
As dissidências religiosas produziram a crise do erasmismo na concepção política de Carlos. Os príncipes alemães que repeliram a Dieta de Augsburgo uniram-se na Liga de Esmalcalda, que se aliou a Francisco I em 1532, e este com o sultão otomano Solimão, o Magnífico. Carlos obrigou o sultão a levantar o cerco a Viena e tomou Tunes em 1535, sem evitar que a França tomasse a Saboia. Tal situação foi confirmada pela Trégua de Nice, em 1538. Em 1541, os turcos tomaram Budapeste e Francisco I combateu o imperador, conflito que teve fim pela Paz de Crépy em 1544, comprometendo-se a França a romper a aliança com o Império Otomano e a lutar pela unidade dos cristãos.
O final do seu reinado esteve ocupado por problemas alemães. Combateu e venceu os príncipes alemães em Mühlberg em 1547, mas o rei francês Henrique II se aliou à Liga de Esmalcalda. O desastre de Innsbruck em 1552, o obrigou a negociar a Paz de Augsburgo em 1555, que reconhecia a liberdade religiosa na Alemanha e significava a renúncia do imperador a seu ideal de unidade religiosa no império. Assinou com Henrique II, que tomara Metz, Toul e Verdun, a trégua de Vancelles.
Com Carlos I, a Espanha conheceu uma etapa de grande prosperidade econômica: a conquista e início da colonização da América abriram novos mercados e a chegada de metais preciosos em enorme quantidade do México e da América do Sul (ver Potosí) serviu como impulso a todas as atividades e facilitou suas campanhas bélicas. Mas a subida constante dos preços e a política imperialista terminariam por arruinar as atividades econômicas de Castela e deixar a origem da decadência que já se sentia nos anos finais do século XVI.
Sua atividade se espalhou em três frentes de resistência e ação: Europa central, submetida à ameaça dupla de protestantes e de turcos: a recuperação do horizonte norte-africano, abandonado depois das primeiras tentativas de Fernando, e a defesa do Mediterrâneo central, com bases na Itália e na Sicília, para frear o avanço turco.

## Matrimônio e descendência

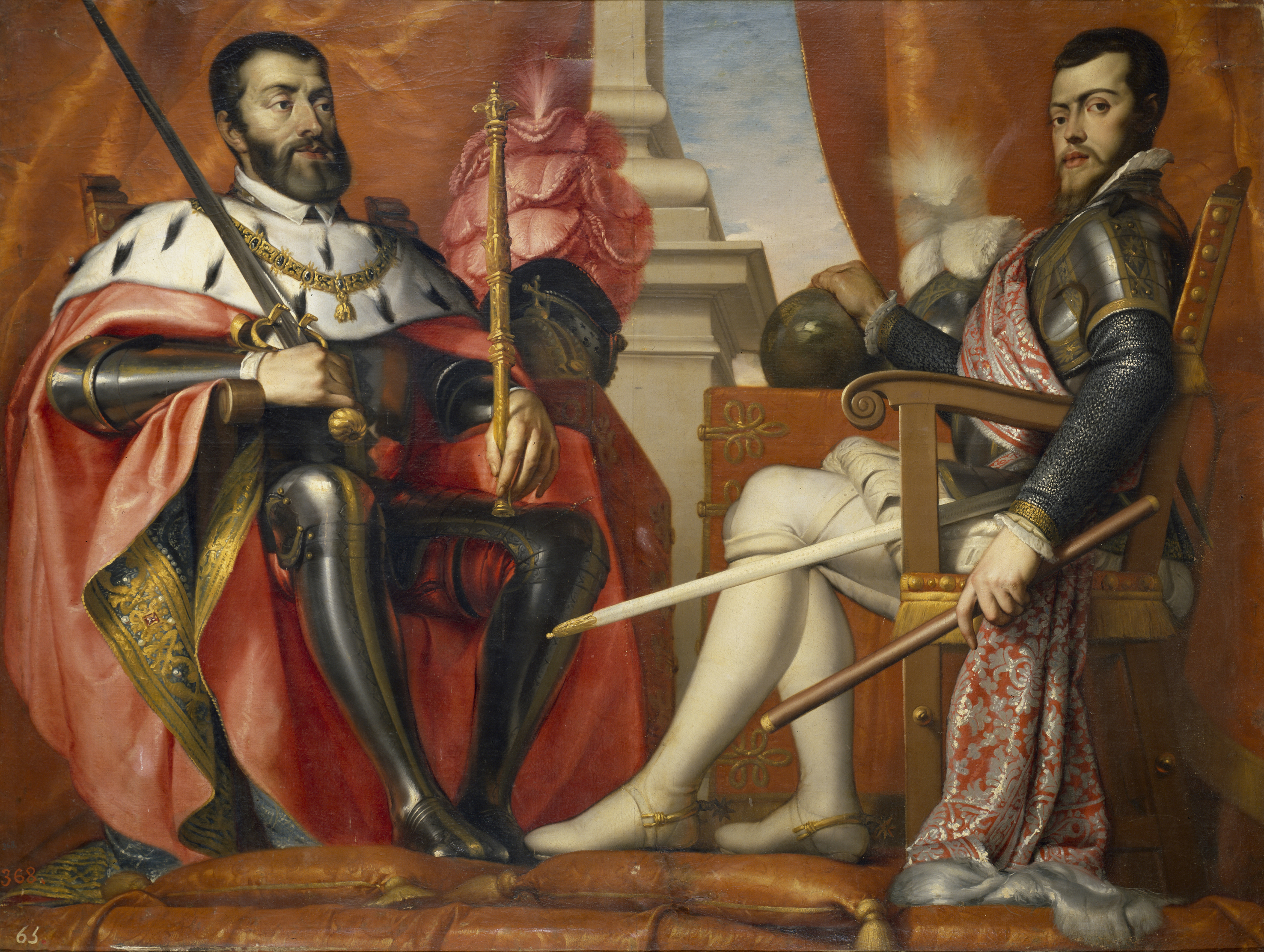
Carlos com seu filho Filipe, por Antonio Fernández Arias, c. 1639–1640, Museu do Prado

Desde 1504, comprometido com a filha de Luís XII de França, Cláudia de França, que mais tarde terminaria casada com Francisco I de Valois. No entanto, casou com sua prima a infanta Isabel de Portugal (1503–1539), filha de D. Manuel I, com quem teve sete filhos:
- Filipe II de Espanha (21 de maio de 1527 - 13 de setembro de 1598), casou-se pela primeira vez com sua prima Maria Manuela de Portugal, com descendência. Casou-se pela segunda vez com Maria I de Inglaterra, sem descendência. Casou-se pela terceira vez com Isabel de Valois, com descendência. Casou-se pela quarta e última vez com sua sobrinha Ana de Áustria, com descendência;
- Maria da Áustria, Imperatriz Romano-Germânica (21 de junho de 1528 - 26 de fevereiro de 1603), casou-se em 1548 com seu primo Maximiliano II do Sacro Império Romano-Germânico, com descendência;
- Fernando (22 de novembro de 1529 - 13 de julho de 1530), morreu aos sete meses de idade;
- Filho natimorto (29 de junho de 1534);
- Joana de Áustria, Princesa de Portugal (24 de junho de 1535 - 7 de setembro de 1573), casou-se aos 16 anos com o herdeiro do trono português, seu primo, João Manuel, Príncipe de Portugal, com descendência;
- João (19 de outubro de 1537 - 20 de março de 1538), morreu aos cinco meses de idade;
- Filho natimorto (21 de abril de 1539).

Para além destes, teve filhos ilegítimos durante a vida de solteiro e viuvez:
- Margarida de Parma (1522–1586), filha de Johanna Maria van der Gheynst, serva de Carlos I de Lalaing, Seigneur de Montigny, filha de Gilles Johann van der Gheynst e esposa Johanna van der Caye van Cocamby. Casou-se em primeiro lugar com Alexandre de Médici, Duque de Florença e em segundo lugar com Ottavio Farnese, Duque de Parma;
- Joana da Áustria (1522–1530), filha de uma nobre senhora de Nassau;
- Tadea de Áustria (1523?–1562), filha de Orsolina della Penna. Casou-se com Sinibaldo di Copeschi;
- João de Áustria (1547–1578), filho de Barbara Blomberg. Foi vencedor da Batalha de Lepanto.

Os historiadores suspeitam que ele tenha sido o pai de Isabel (1518–1565), a filha ilegítima de sua madrasta, Germana de Foix.

## Estilos de Carlos

### Lista de títulos nobiliárquicos mais importantes
| Pariato | Pariato                    | Inicio de Governo, Reinado ou Imperato | Fim do Governo, Reinado ou Imperato | Nome com que foi soberano                                            |
| ------- | -------------------------- | -------------------------------------- | ----------------------------------- | -------------------------------------------------------------------- |
|         | Duque de Brabante          | 25 de setembro de 1506                 | 25 de outubro de 1555               | Carlos II                                                            |
|         | Conde de Artésia           | 25 de setembro de 1506                 | 25 de outubro de 1555               | Carlos II                                                            |
|         | Conde da Holanda           | 25 de setembro de 1506                 | 25 de outubro de 1555               | Carlos II                                                            |
|         | Rei de Castela e Leão      | 14 de março de 1516                    | 16 de janeiro de 1556               | Carlos I (com Joana, 14 de março de 1516 – 12 de abril de 1555)      |
|         | Rei de Aragão e Sicília    | 14 de março de 1516                    | 16 de janeiro de 1556               | Carlos I (com Joana, 14 de março de 1516 – 12 de abril de 1555)      |
|         | Conde de Barcelona         | 14 de março de 1516                    | 16 de janeiro de 1556               | Carlos I                                                             |
|         | Rei de Nápoles             | 14 de março de 1516                    | 25 de julho de 1554                 | Carlos IV (com Joana III, 14 de março de 1516 – 25 de julho de 1554) |
|         | Rei dos Romanos            | 28 de junho de 1519                    | 24 de fevereiro de 1530             | Carlos V                                                             |
|         | Imperador Romano-Germânico | 24 de fevereiro de 1530                | 24 de fevereiro de 1558             | Carlos V                                                             |
|         | Arquiduque da Áustria      | 12 de janeiro de 1519                  | 12 de janeiro de 1521               | Carlos I                                                             |

Os títulos de "Rei da Hungria, da Boêmia, e da Croácia", foram incorporados ao patrimônio nobiliárquico da família Habsburgo durante o tempo que o político "imperou e reinou", mas eles foram mantidos tanto nominalmente e substantivamente, por seu irmão e sucessor, que seguiu com a detenção destes títulos reais ganhos com a "delicadeza e manobra cultural, religiosa e política" de Carlos.

## Títulos nobiliárquicos e estilos mais importantes
- 1506–1555: Sua Alteza, o Duque de Brabante
- 1516–1556: Sua Alteza, o Conde de Barcelona
- 1519–1521: Sua Alteza, o Arquiduque da Áustria
- 1516–1554: Sua Alteza, o rei de Nápoles
- 1516–1556: Sua Alteza, o rei de Castela Leão, Aragão & Sicília
- 1519–1530: Sua Alteza, o Rei dos Romanos
- 1530–1558: Sacra Cesárea Católica Real Majestade,[77] o Imperador Romano-Germânico e Rei da Espanha
- 1558–1558: O Sr. Carlos de Habsburgo.

Obs: O estilo de "Sacra Cesárea Católica Real Majestade" só existiu graças à união pessoal dos tronos da Espanha com o do Sacro Império, sendo o primeiro real e o último imperial.